# Klassizismus (Malerei)

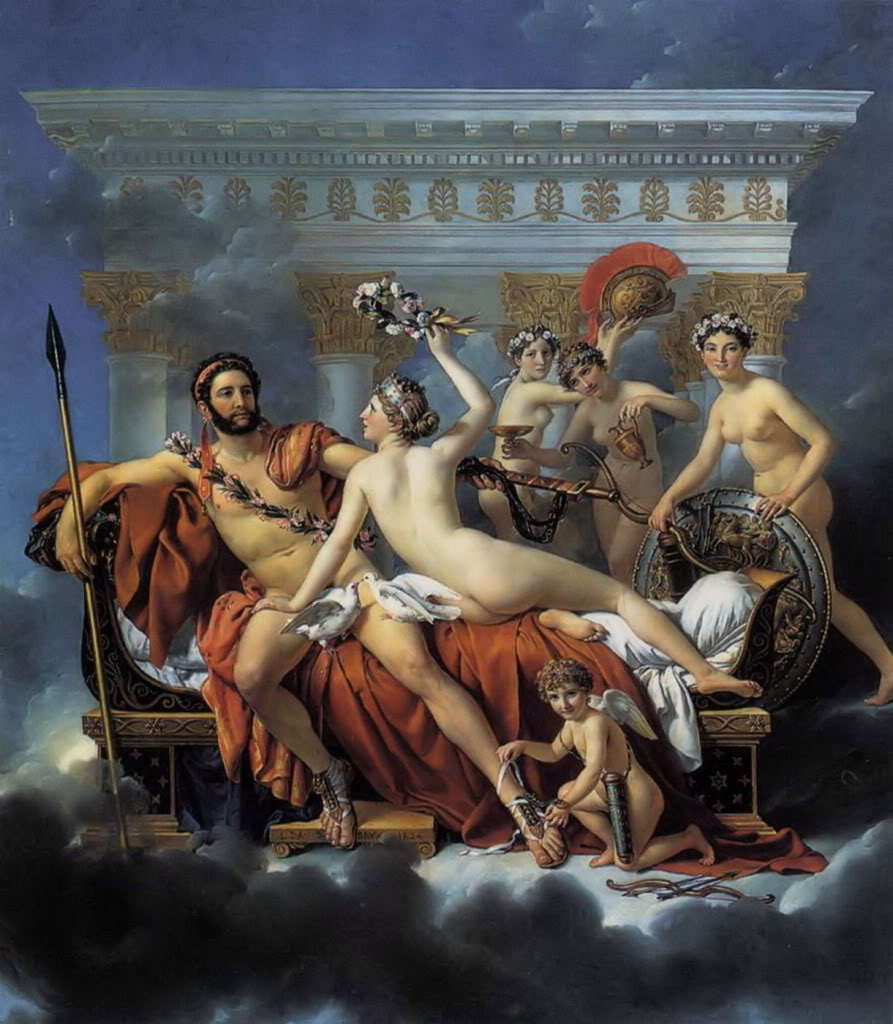
Jacques-Louis David: Mars wird von Venus entwaffnet, 1824

Malerei des Klassizismus meint einen Kunststil, der sich an der griechisch-römischen Antike und der italienischen Renaissance orientiert.
Im Vergleich zu anderen vorhergehenden, gleichzeitigen oder nachfolgenden Kunstströmungen, wie Barock, Rokoko, Romantik oder Impressionismus, besteht das Ideal des Klassizismus in Gleichmaß und Harmonie, auch in einer gewissen rationalen Nüchternheit, Sachlichkeit und Strenge.
Als Epochenbegriff versteht man im Deutschen Sprachgebrauch unter Klassizismus allgemein die Malerei zwischen etwa 1750 oder 1760 und ca. 1820.
Allerdings ist der Begriff „Klassizismus“ nicht völlig eindeutig, da es schon ab dem 16. Jahrhundert gerade in der Malerei immer wieder klassizistische Strömungen gab, die sich als Gegenströmung zu anderen ästhetischen Idealen – wie insbesondere dem Barock oder dem Tenebrismus – entweder gleichzeitig existierten oder auch zeitweilig im Vordergrund standen. Beispiele hierfür sind im 17. Jahrhundert der klassizistische Barock der sogenannten Bologneser Schule – deren Einfluss schon früh auch nach Rom gelangte – mit Protagonisten wie Guido Reni, Domenichino, Albani, Poussin oder Carlo Maratta. Von Malern wie Poussin oder dem Landschaftsmaler Claude Lorrain beeinflusst, gelangte dieser klassizistische Barock schon vor 1650 nach Frankreich, wo er unter Ludwig XIV. zum Ideal erhoben wurde (siehe → classicisme), nicht zuletzt auch als Gegenbild zum stark bewegten, überbordenden und gefühlsbetonten Barock italienischer oder flämischer Prägung (Rubens).
Daher wird die Epoche von ca. 1760 bis 1820 vor allem in Frankreich (und auch in anderen Ländern) aufgrund der klassischen Kunst des 17. Jahrhunderts nicht als classicisme, sondern als néo-classicisme bezeichnet.
Vertreter des eigentlichen Klassizismus in Frankreich sind Joseph-Marie Vien, Jacques-Louis David, Pierre-Henri de Valenciennes, François Gérard, Antoine-Jean Gros und Jean-Auguste-Dominique Ingres; im deutschsprachigen Raum Anton Raphael Mengs, Angelika Kauffmann, Jakob Asmus Carstens, Johann Heinrich Wilhelm Tischbein und Gottlieb Schick; in Italien Pompeo Batoni, Giuseppe Velasco, Andrea Appiani, Gaspare Landi, Felice Giani, Vincenzo Camuccini und Luigi Sabatelli; in Spanien Francisco Bayeu und Francisco de Goya (in seinem Frühwerk).

## Geschichte und Charakter
Der Klassizismus des 18. und 19. Jahrhunderts entstand als künstlerische Ausdrucksform im Zeitalter der Aufklärung mit seinen Idealen von Vernunft und Rationalität und bildete dadurch automatisch einen Gegenpol zu der Bewegtheit, Gefühlsbetontheit und Sinnlichkeit des zuvor herrschenden Spätbarock und Rokoko. Diese Strömungen waren zu Beginn noch nicht völlig eindeutig voneinander zu trennen, sondern kamen auch in Mischungen vor. Vor allem in Italien gab es schon vor 1750 einzelne Künstler, die einem klassischeren Ideal huldigten, wie Marco Benefial (Lehrer von Anton Raphael Meng) und Pompeo Batoni.

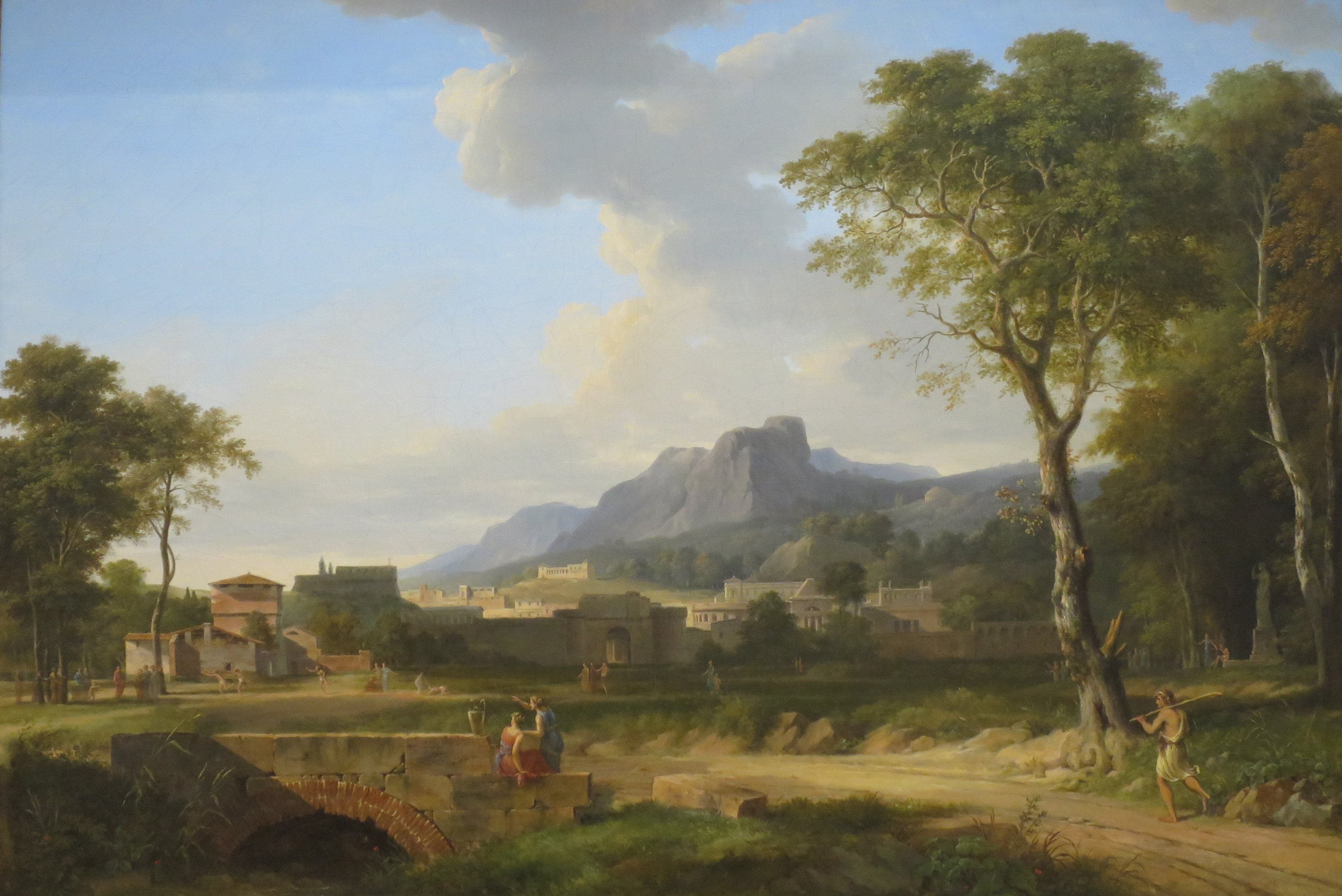
Pierre-Henri de Valenciennes: Capriccio vom antiken Rom mit dem Ende des Marathon, 1788

Neben den Idealen der Aufklärung kamen herausragende Impulse für die klassizistische Kunst und Malerei von den antiken Ausgrabungsstätten in Herkulaneum und Pompeji, und von den davon beeinflussten Schriften und Stichen, wie beispielsweise Piranesis Ansichten der Ruinen des antiken Rom und die Werke von Winckelmann. Letzterer trat 1755 in Rom in den Dienst des Kardinals Albani und veröffentlichte noch im gleichen Jahr seine Gedanken über die Nachahmung der griechischen Werke in der Malerei und Bildhauerkunst; 1764 folgte seine Geschichte der Kunst des Altertums. Hierin erhob er die „edle Einfalt und stille Größe“ der griechischen Kunst zum Ideal.
Als eines der ersten klassizistischen Gemälde (im eigentlichen Sinne) gilt allgemein das Deckengemälde Der Parnaß, das der mit Winckelmann befreundete Anton Raphael Mengs 1760–61 für die Villa Albani in Rom malte.
Die Maler lösten sich von dem allegorischen Programm der Barockzeit und malten Szenen aus der griechischen und römischen Antike. Entscheidend ist hierbei allerdings nicht nur der inhaltliche Bezug zur Antike (den es ja vorher bereits gab), sondern vor allem seine stilistische Umsetzung: Klassizistische Werke zeichnen sich durch eine einfache, nüchterne und klare, gelegentlich auch strenge Formensprache aus. Die pastose Farbgebung des Barock verschwindet zugunsten eines flächigen Farbauftrages, der Zeichnung wird der Vorzug vor dem Malerischen gegeben, die Farbigkeit tendiert zum Kühlen, die Figuren werden in ruhigen Posen und oft reliefartig dargestellt, mit einer gewissen Vorliebe für Darstellungen im (griechischen) Profil – ein wichtiger Impuls geht dabei auch von antiken Skulpturen oder ab etwa 1780 von den als ideal empfundenen Werken des Antonio Canova aus.
Als Ziel galt, durch Maß und Harmonie eine „vollkommene“, die Natur idealisierende Schönheit hervorzubringen, die Kunstwerke sollten schön, edel und erziehend sein. Für deren Erzeugung wurden Kriterien und Regeln zugrunde gelegt. Vorbilder in der Malerei bilden neben der Antike insbesondere die Werke von Raffael (vor allem Madonnen) und seiner späteren Nachfolger wie Guido Reni. Im Bereich der Historienmalerei ist ein wichtiges Vorbild Nicolas Poussin, im Bereich der Landschaftsmalerei Künstler des 17. Jahrhunderts wie Albani und Claude Lorrain.
In Frankreich war Étienne La Font de Saint-Yenne mit seiner 1747 harschen Kritik an der Malerei des Rokoko in der Schrift Réflexions sur quelques causes de l’état présent de la peinture en France (Überlegungen zu einigen Ursachen des gegenwärtigen Zustands der Malerei in Frankreich) impulsgebend. In Frankreich wird Joseph-Marie Vien  als Vorreiter des Klassizismus angesehen, dessen bedeutendster Schüler Jacques-Louis David wurde. Das Gemälde Der Schwur der Horatier (1784, Louvre, Paris) von David gilt als eine Art „Gründungsmanifest“ des französischen Klassizismus, aufgrund seiner „strengen antikisierenden Zeichnung, der klaren, flächenhaften Komposition und kühlen Farbigkeit“. Zugleich trägt dieses Bild wie das gesamte Wirken von David auch starke politisch-revolutionäre Züge, und zeigt bereits einen Hang zum Tragischen, Pathetischen und Martialischen, dem David und seine Schüler in der Folge noch deutlicher Ausdruck verliehen, und der in einem gewissen Widerspruch zu den eigentlichen abgeklärten Idealen des reinen Klassizismus steht.
Die klassizistische Kunstauffassung stellte die Idee über die Realität. Aufgrund einer ihm eingegebenen Idee von Vollkommenheit müsse der Künstler die Zufälligkeiten der unvollkommenen Wirklichkeit durch den Stil seiner Gestalten korrigieren. Das Studium von musterhaften alten Kunstwerken, das Befolgen von Gestaltungsregeln, war dem Naturstudium übergeordnet. Auf Farbigkeit konnte ein strenger Klassizist im Prinzip auch verzichten. Eine klar überschaubare und harmonische Komposition der Figuren, ein ruhiges Zeitmaß waltet in allen Gebärden.
In der Porträtkunst wurden die klassizistischen Schönheitsideale nicht immer oder nur bedingt umgesetzt, da hier eine möglichst wirklichkeitsnahe und naturtreue Darstellung des Modells im Mittelpunkt steht.
Für den späten Klassizismus im 19. Jahrhundert ist teilweise keine völlig eindeutige Trennung von der Malerei der Romantik möglich. Beispielhaft dafür ist das Werk von Anne-Louis Girodet-Trioson, aber auch viele Gemälde von Jean-Auguste-Dominique Ingres, der im Allgemeinen oft als „eingefleischter“ Klassizist gilt.

## Rangstreit mit der romantischen Schule

Unbekannter Karikaturist. Delacroix und Ingres vor dem Institut de France. Delacroix: „Linie ist Farbe!“ Ingres: „Farbe ist Utopie. Lang lebe die Linie!“

Seit den 1820er Jahren entstand ein Rangstreit zwischen dem Klassizismus und der beginnenden Bewegung der Romantik. Ab Mitte des 19. Jahrhunderts trat der Realismus als weitere Gegenbewegung in Erscheinung. Die Kunstgeschichte des 19. Jahrhunderts in Frankreich wird in entscheidendem Maß von diesem Streit zwischen den Künstlern des Klassizismus und der Romantik geprägt.
In den zwanziger Jahren des 19. Jahrhunderts gerieten die Klassizisten mehr und mehr in Konflikt mit einer neuen Generation von Künstlern, der romantischen Schule. Die neue Bewegung löste eine Gegenbewegung zur Antikennachahmung des Klassizismus aus. Sie gewann in allen Bereichen des kulturellen Lebens in Europa weltanschaulichen Einfluss. Die „Romantiker“ sahen die antike Klassik als etwas Unwiederbringliches an und suchten nach neuen künstlerischen Ausdrucksformen. Harmonie und Vollkommenheit werden in ihr als verlorene Ideale betrachtet, in denen einzig sentimentale Sehnsüchte zum Vorschein treten.
Die Malerei der Romantik wandte sich gegen die geschlossene Bildform des Klassizismus und löste den gegenständlichen Kontur meist zugunsten der Farbe auf. Unter diesem Aspekt wurde in Frankreich Eugène Delacroix als der Hauptwidersacher Ingres’ angesehen.
Aus der Sicht der Romantik verkörperte der Klassizismus eine unveränderliche Ordnung als Ausdruck für konservative, die Gesellschaftsordnung stabilisierende Absichten. Ihn vertraten kunstpolitisch und praktisch die Akademie und die ihr unterstellte Kunsthochschule, die Ecole des Beaux-Arts. Daher gilt der Klassizismus (v. a. des 19. Jahrhunderts) auch als „akademisch“.
Klassizismus und Romantik werden heute aus kunsthistorischer Sicht weniger als unversöhnlich widerstreitende Kunstformen angesehen. Sie seien vielmehr zwei eng miteinander verzahnte und einander spiegelnde Versuche, auf die ästhetischen Herausforderungen der frühen Moderne zu antworten. Insbesondere in der Malerei des Biedermeier und der Malerei der Spätromantik findet eine Überlappung statt.

## Maler des Klassizismus
Maler, die dem Klassizismus zugeordnet werden, siehe → Kategorie:Maler des Klassizismus

## Galerie

Historienbilder des Klassizismus
Francesco De Mura: Allegorie der Künste, Louvre, Paris
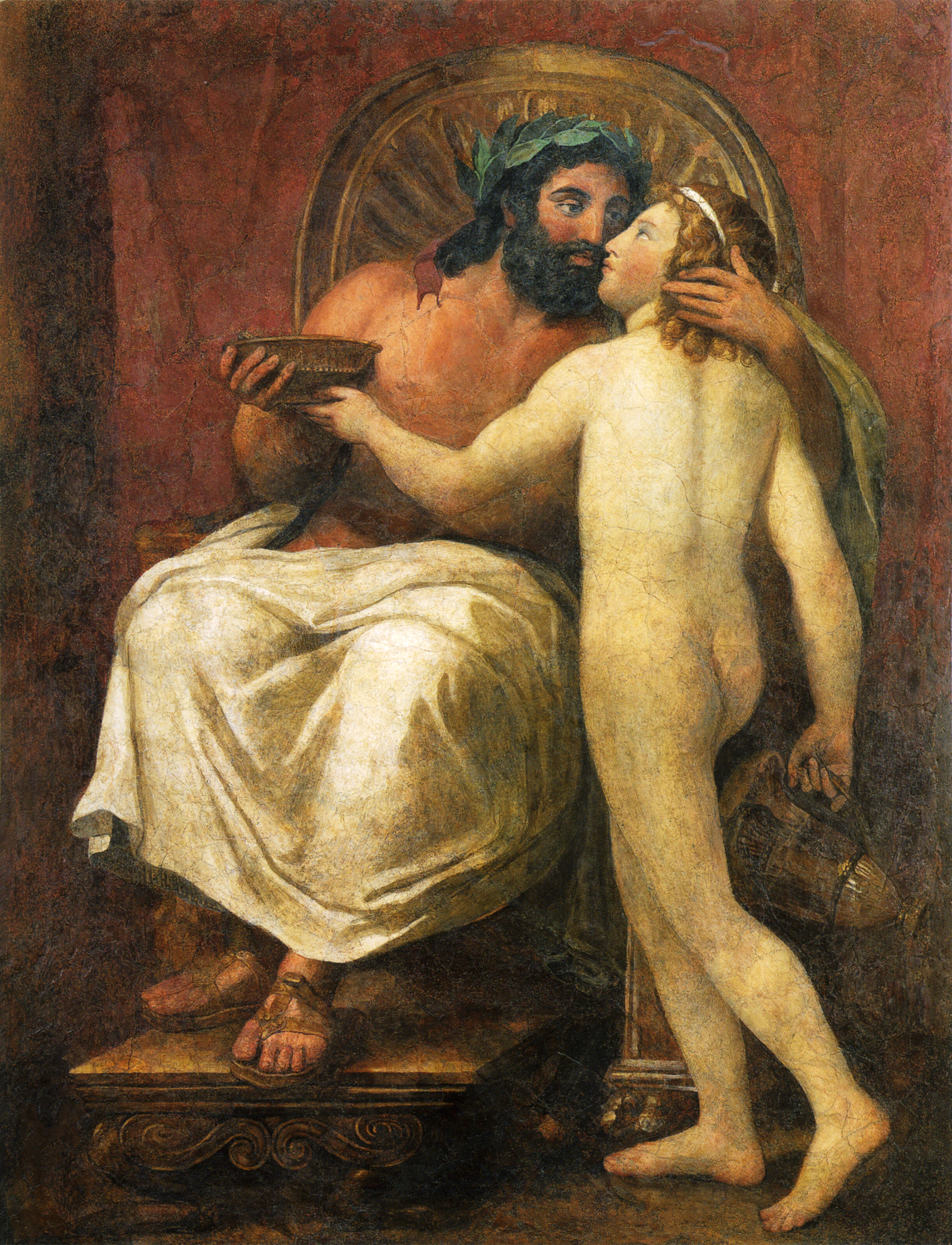
Anton Raphael Mengs: Zeus küsst Ganymed, Galleria nazionale d’arte antica (Rom), 1758–59
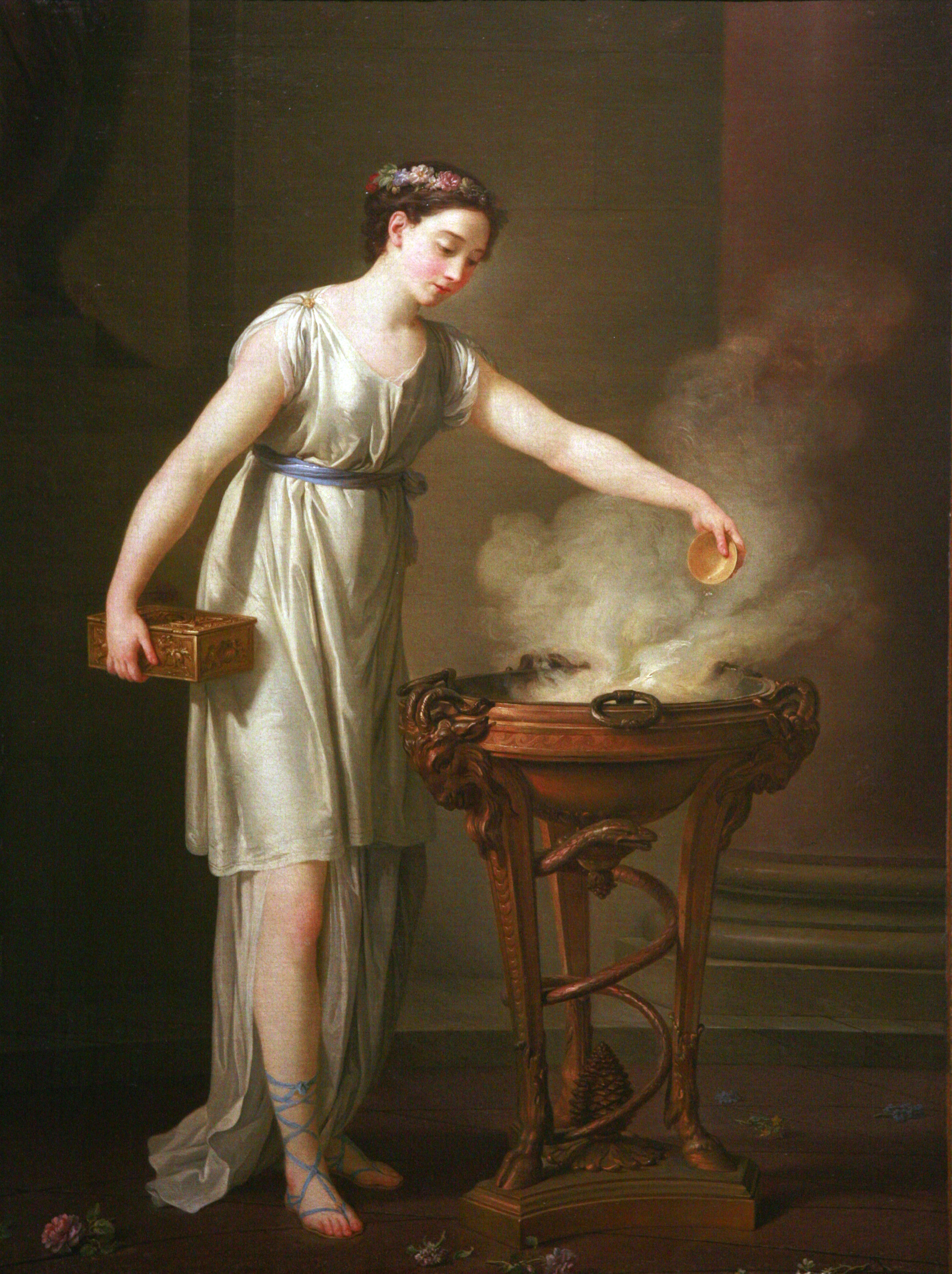
Joseph-Marie Vien: Die tugendhafte Athenerin, Musée des Beaux-Arts de Strasbourg, 1762
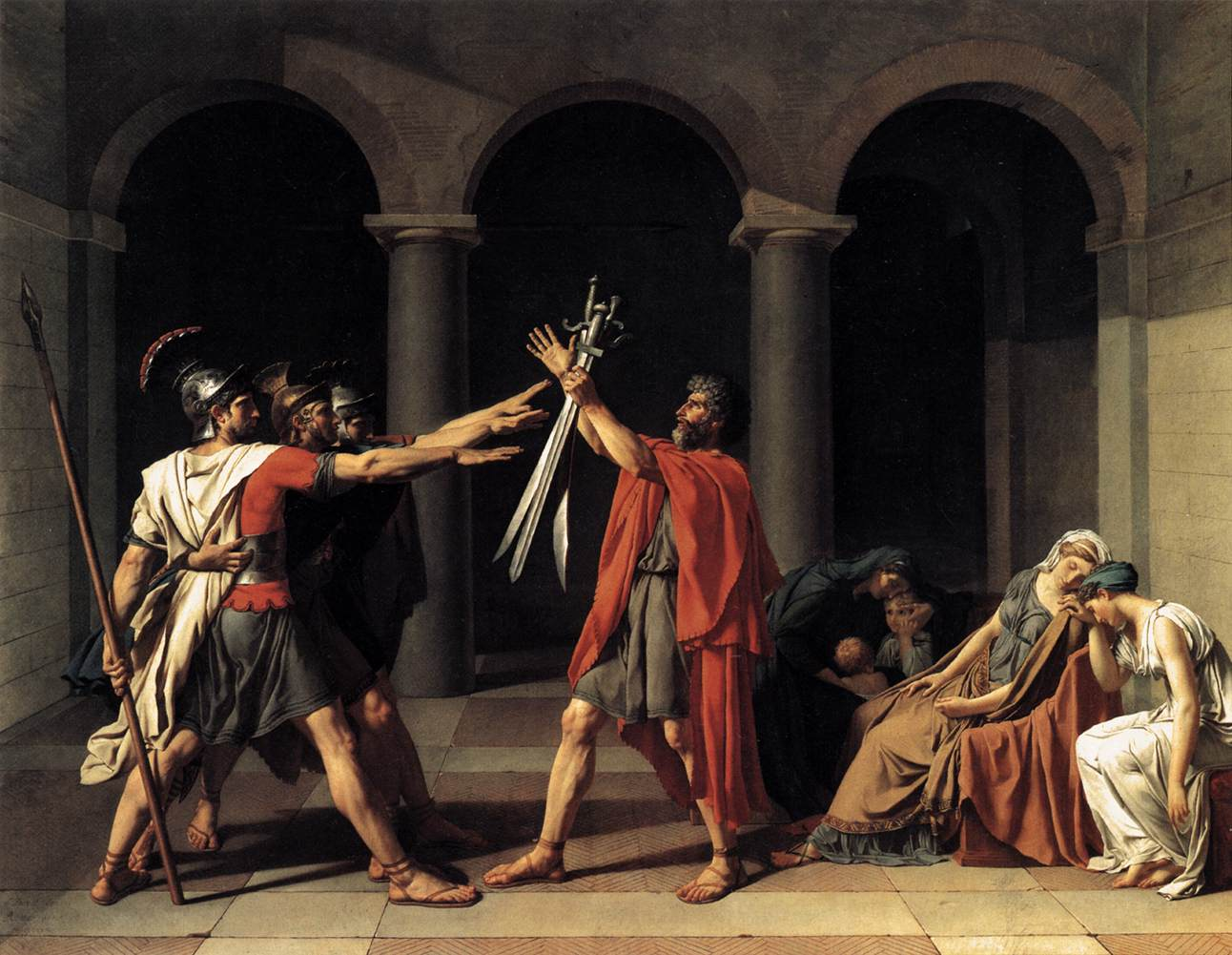
Jacques-Louis David: Der Schwur der Horatier, 1784
Joseph Wright of Derby: The Corinthian Maid, National Gallery of Art, um 1784
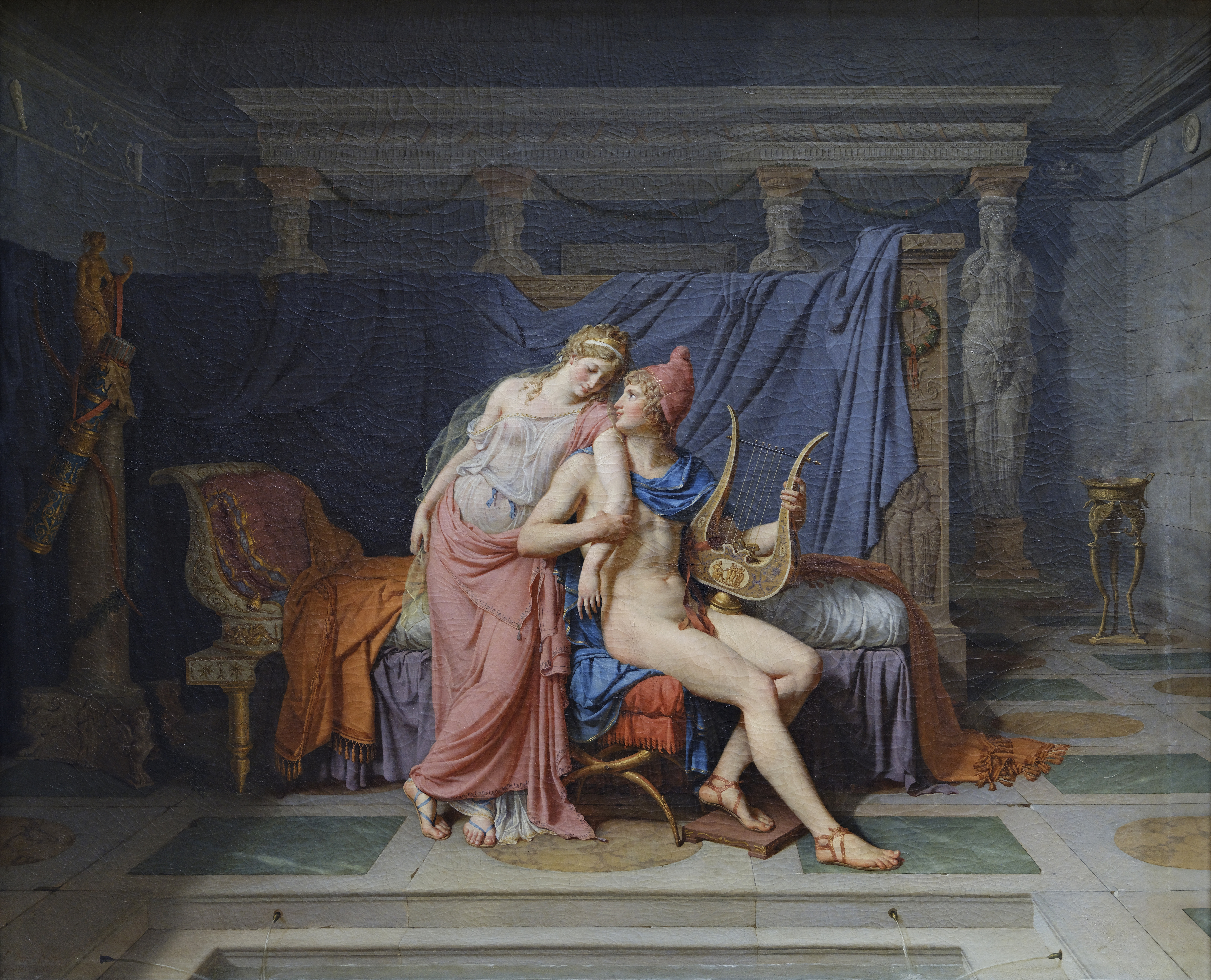
Jacques-Louis David: Paris und Helena, Louvre, Paris, 1788
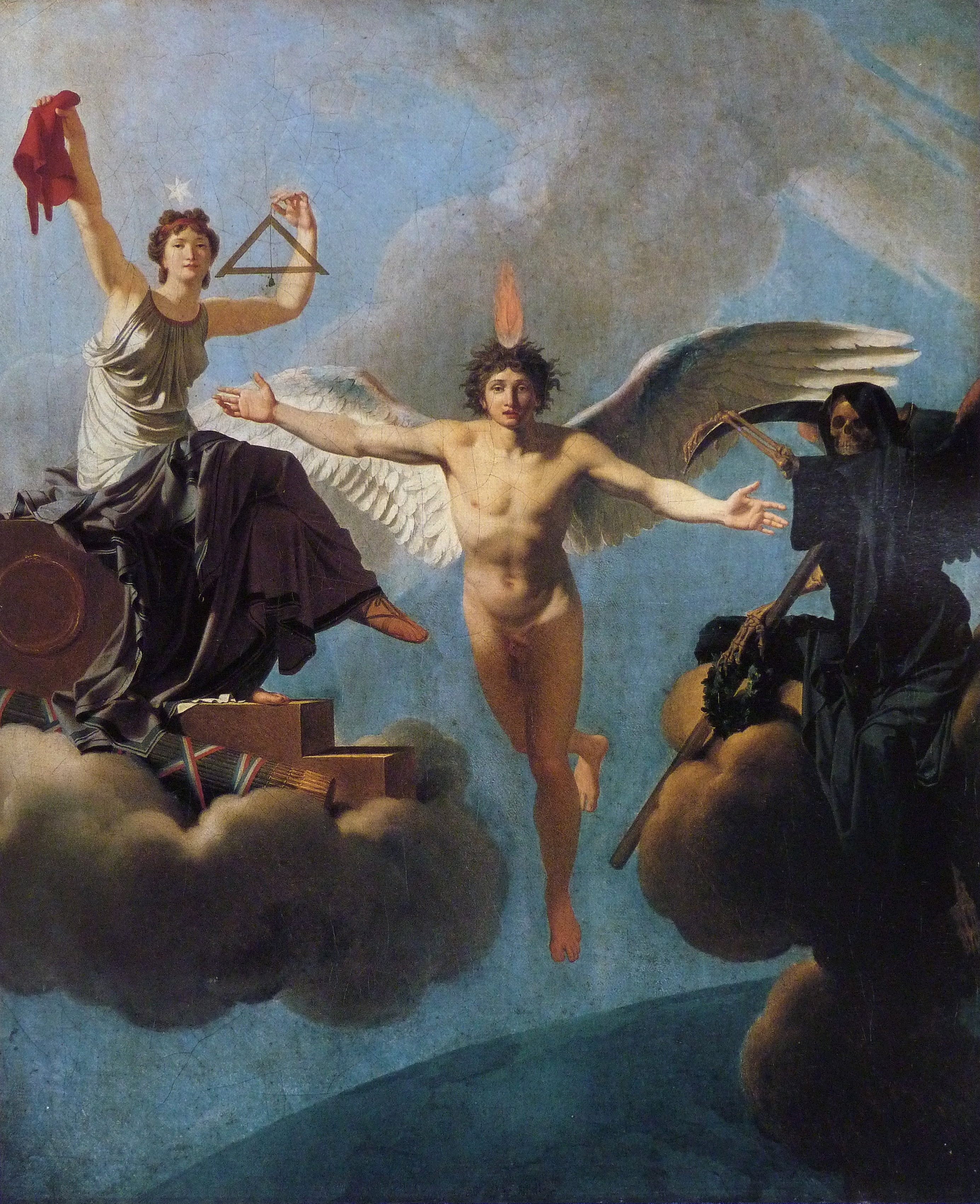
Jean-Baptiste Regnault: Die Freiheit oder der Tod?, Hamburger Kunsthalle, 1795
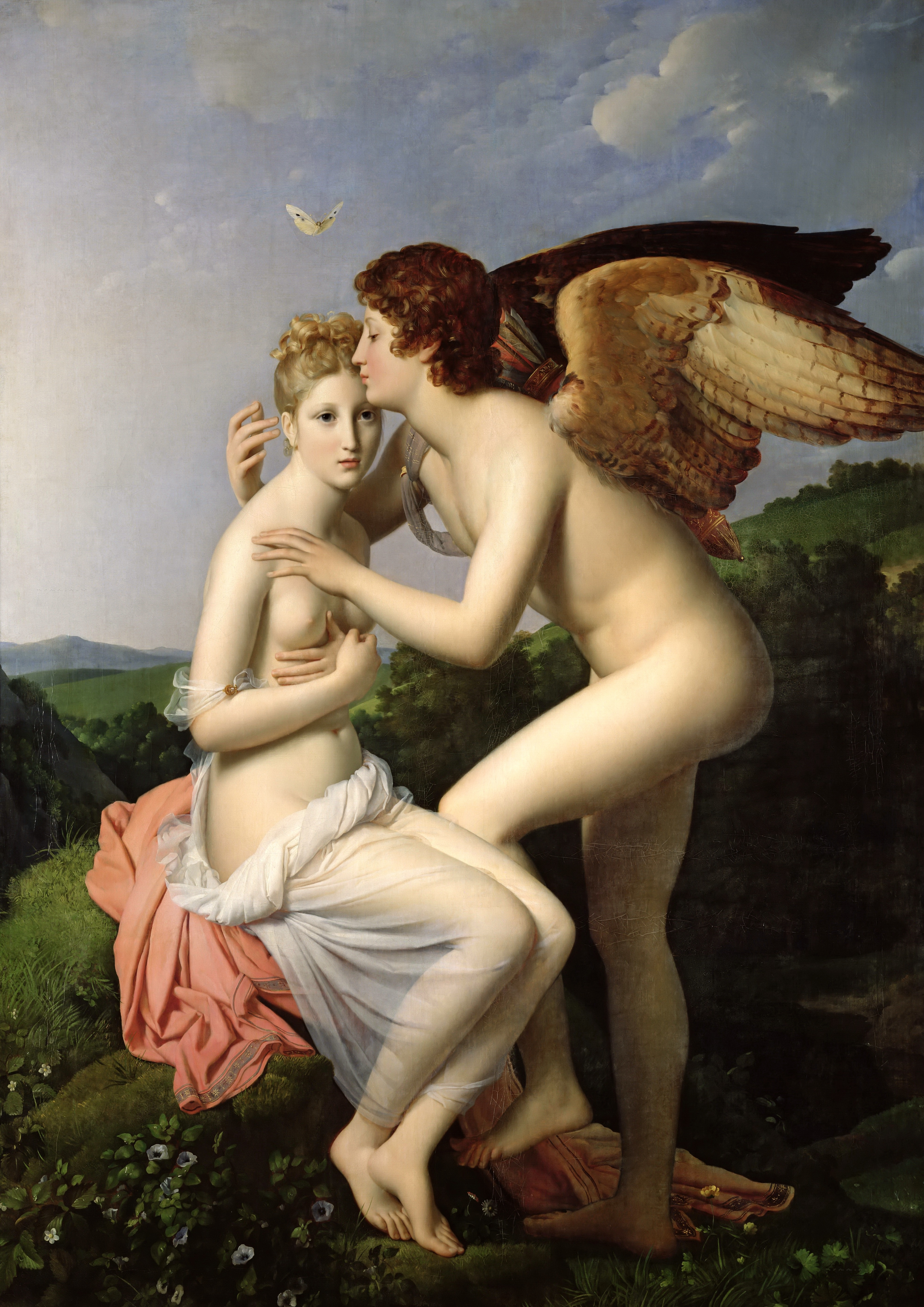
François Gérard: Amor und Psyche, Louvre, Paris, 1798
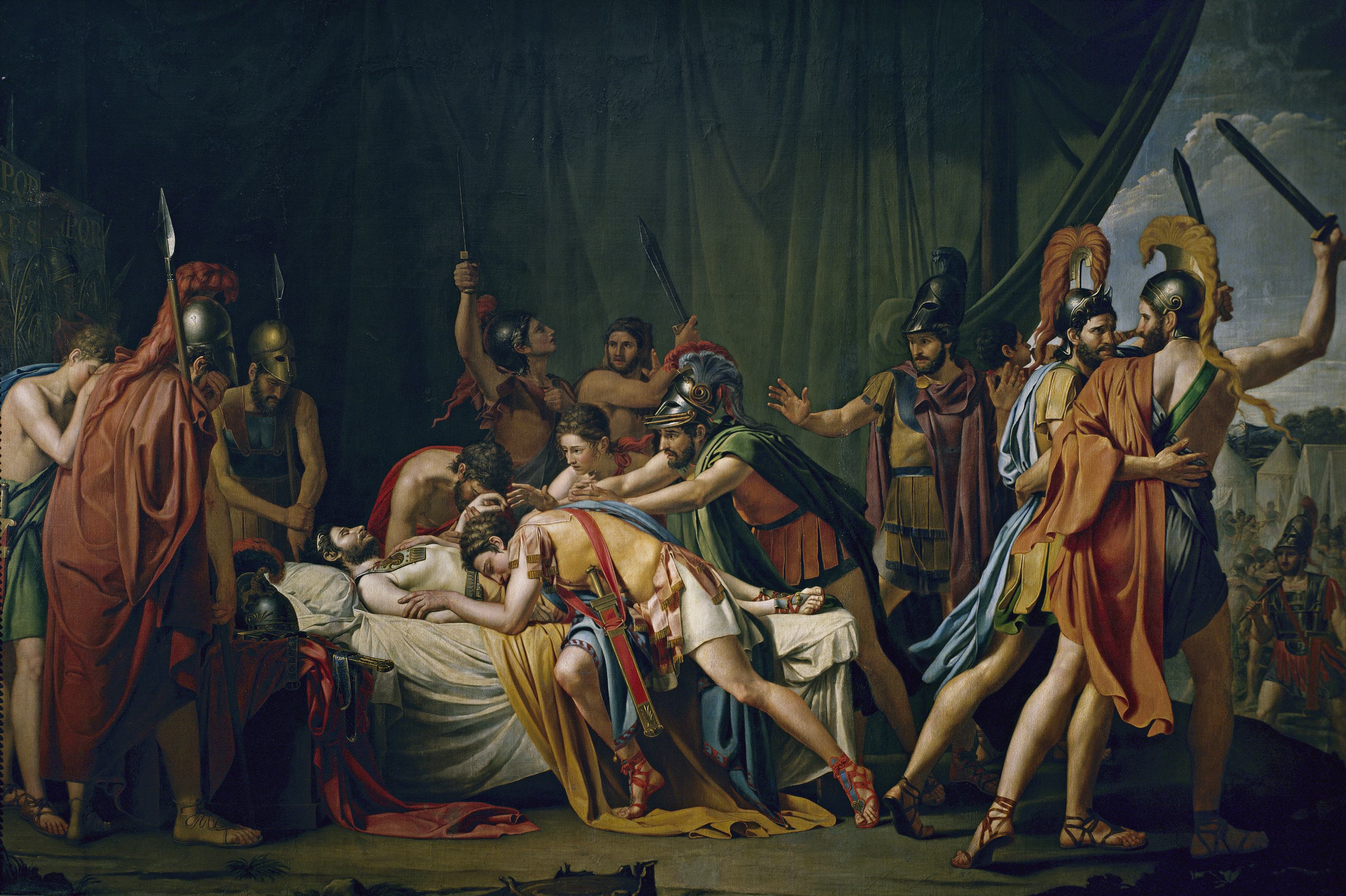
José de Madrazo y Agudo: Der Tod des Viriathus, Museo del Prado, 1807
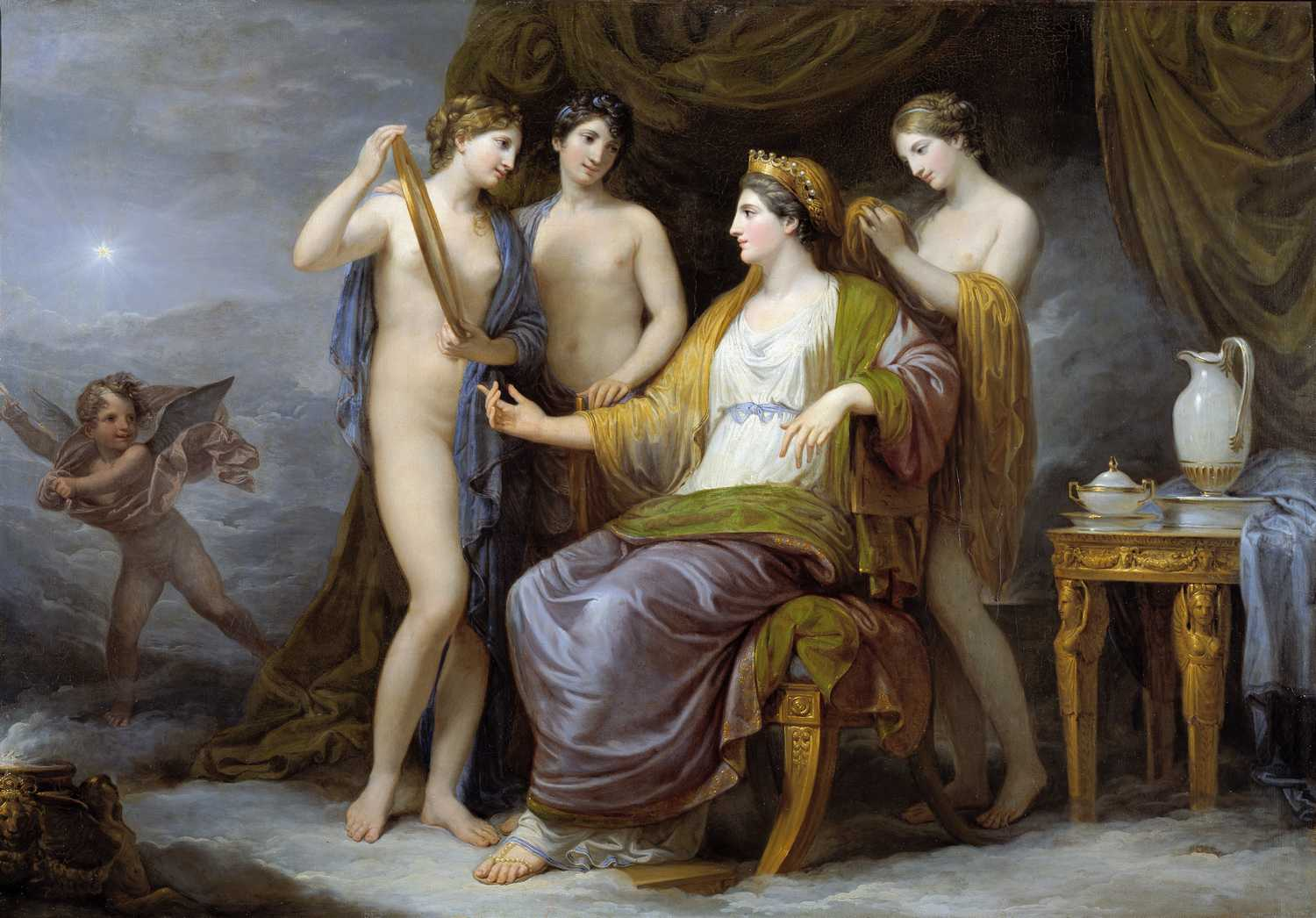
Andrea Appiani: Juno und die drei Grazien, Museo Civico, Brescia, ca. 1811
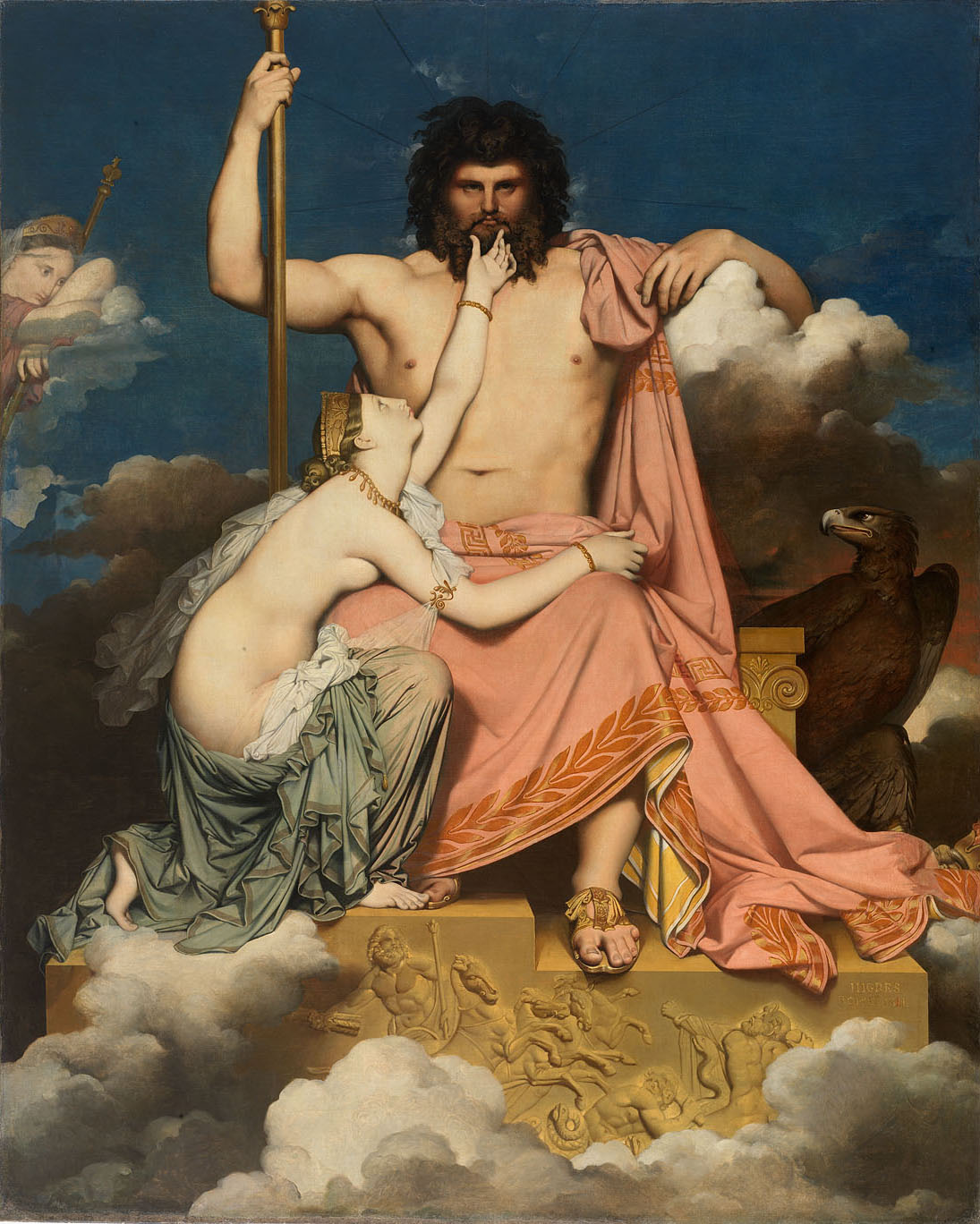
Jean-Auguste-Dominique Ingres: Jupiter und Thetis, Musée Granet, 1811
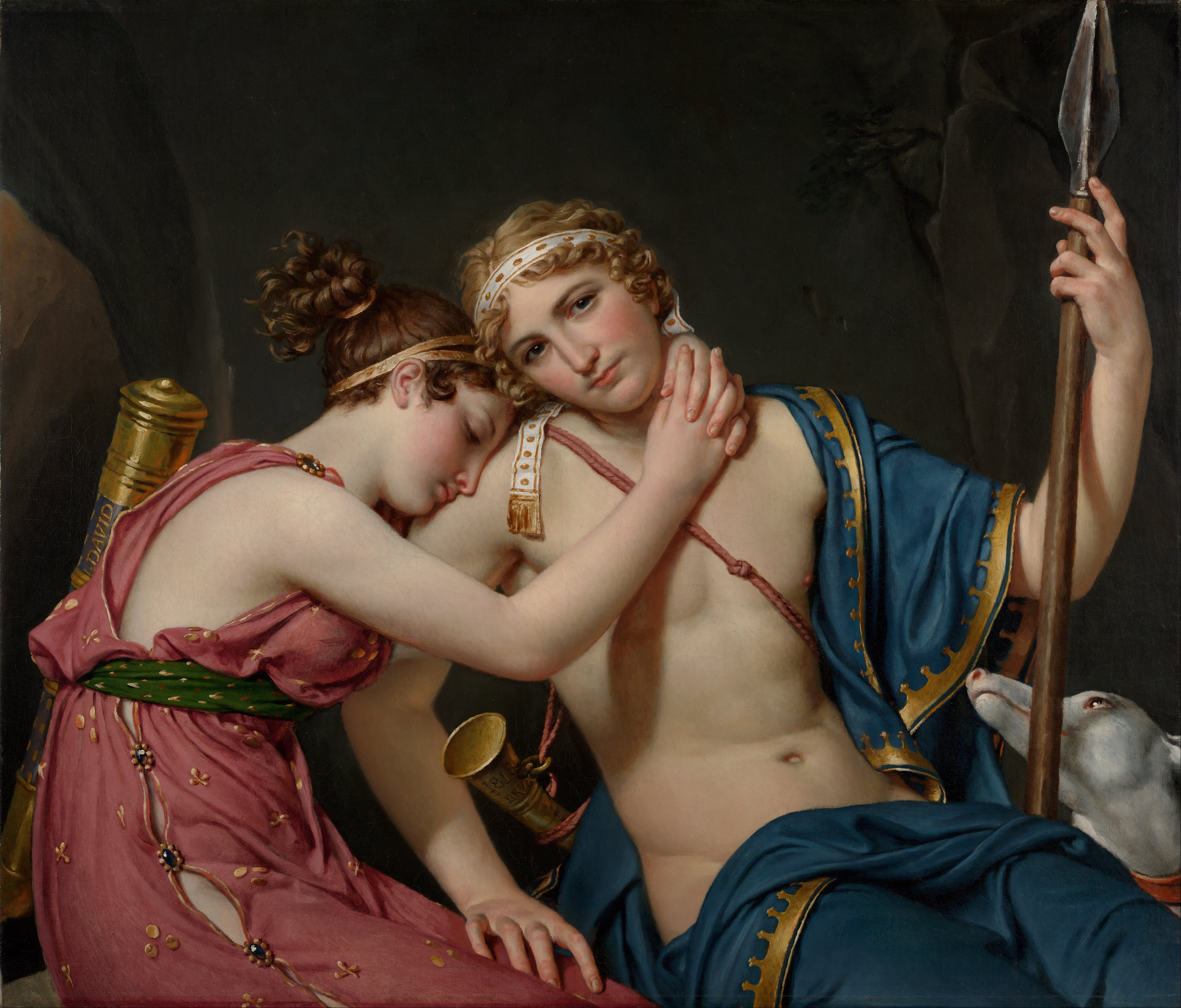
Jacques-Louis David: Abschied von Telemachos und Eucharis, Getty Center, Los Angeles, 1818
Jean-Auguste-Dominique Ingres, Apotheose Homers, Louvre, 1827

Religiöse Malerei des Klassizismus
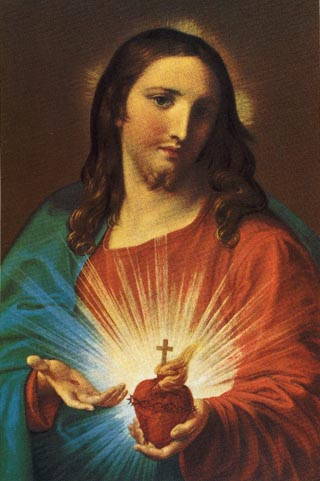
Pompeo Batoni: Herz Jesu, Il Gesù in Rom, 1767
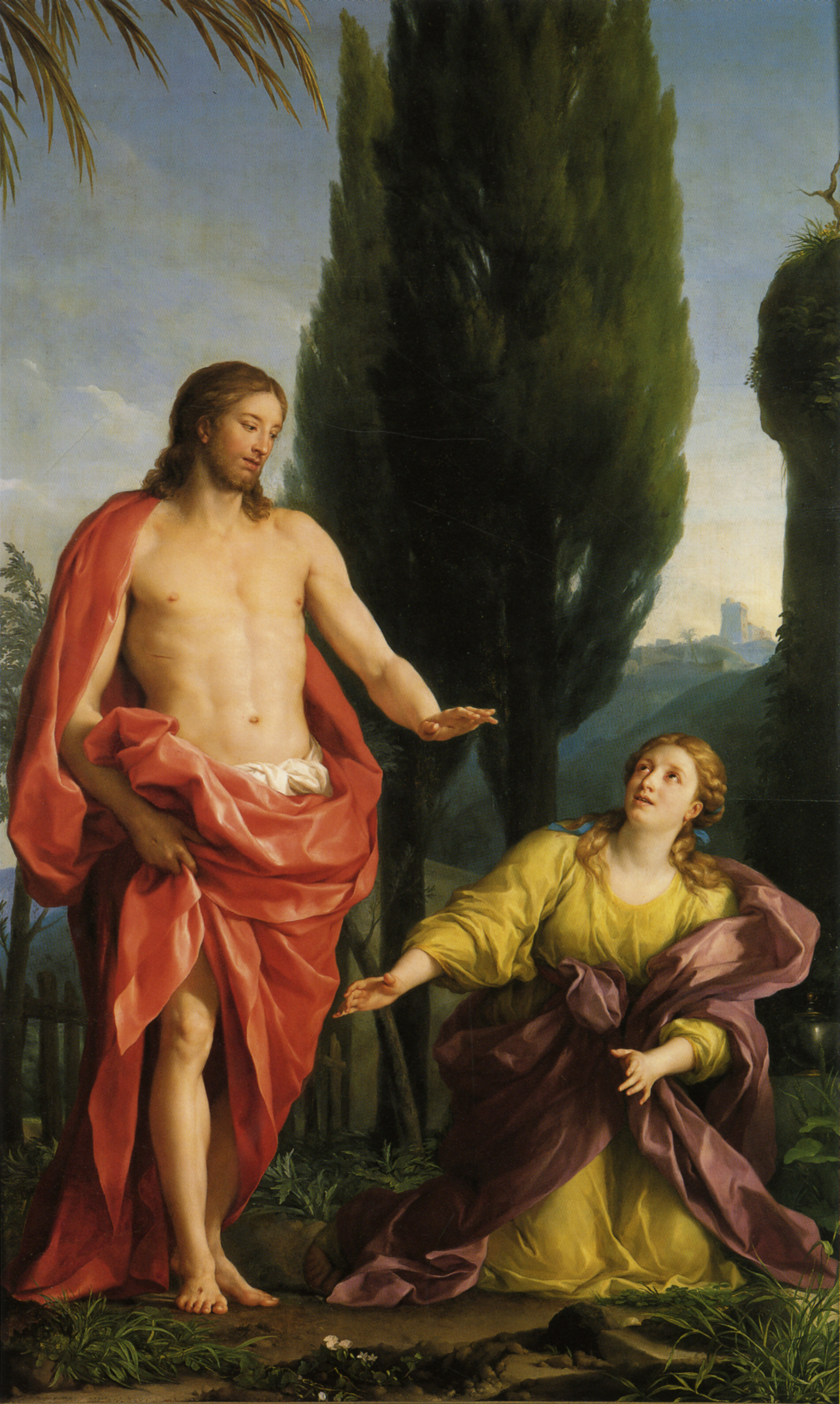
Anton Raphael Mengs: Noli me tangere, All Souls College, Oxford (Leihgabe der National Gallery, London), 1770–1771
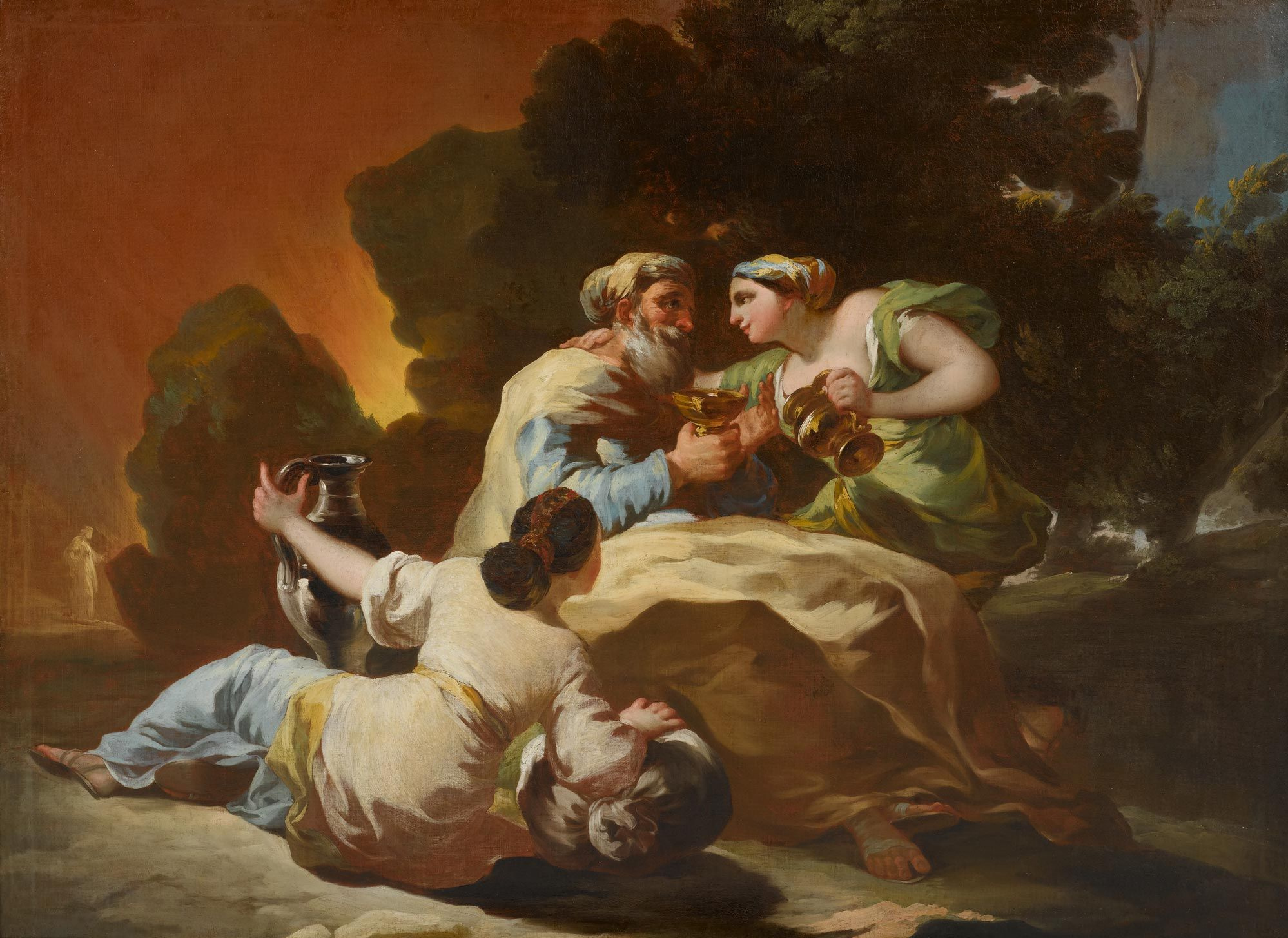
Francisco de Goya: Lot und seine Töchter, Privatsammlung, 1774
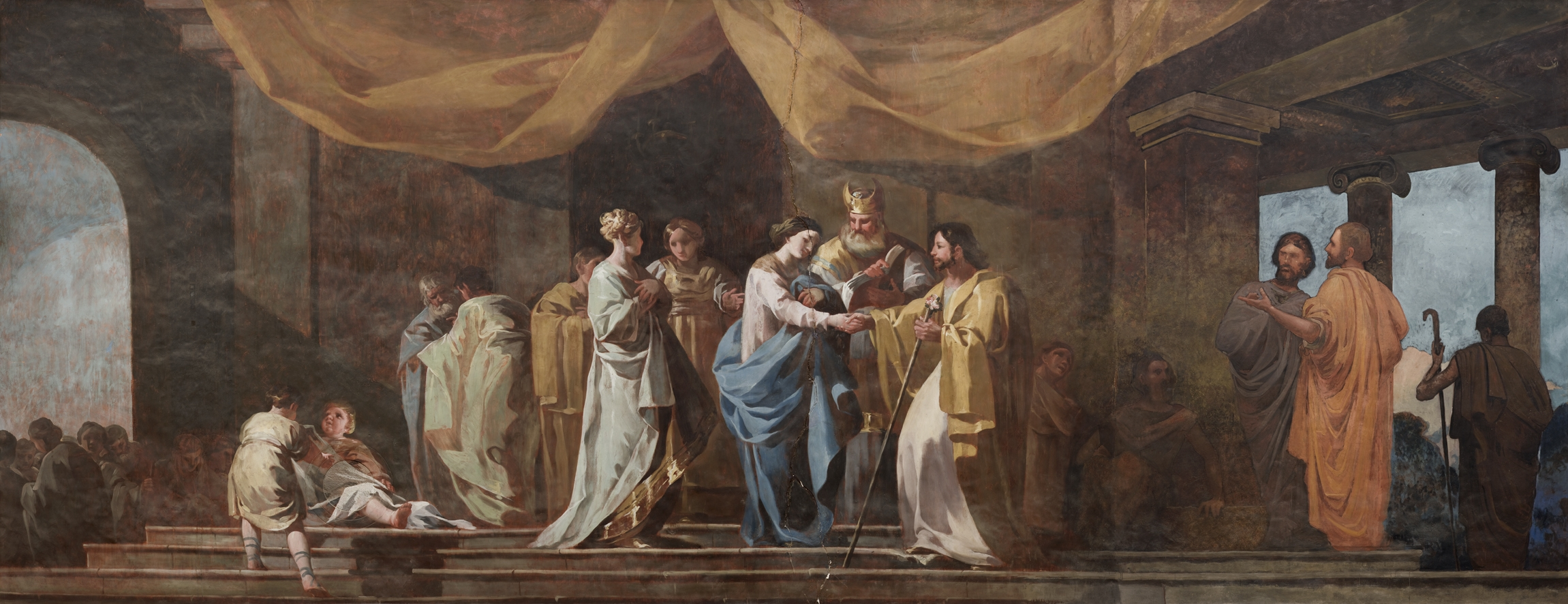
Francisco de Goya: Hochzeit der Jungfrau Maria, Cartuja de Aula Dei, 1774
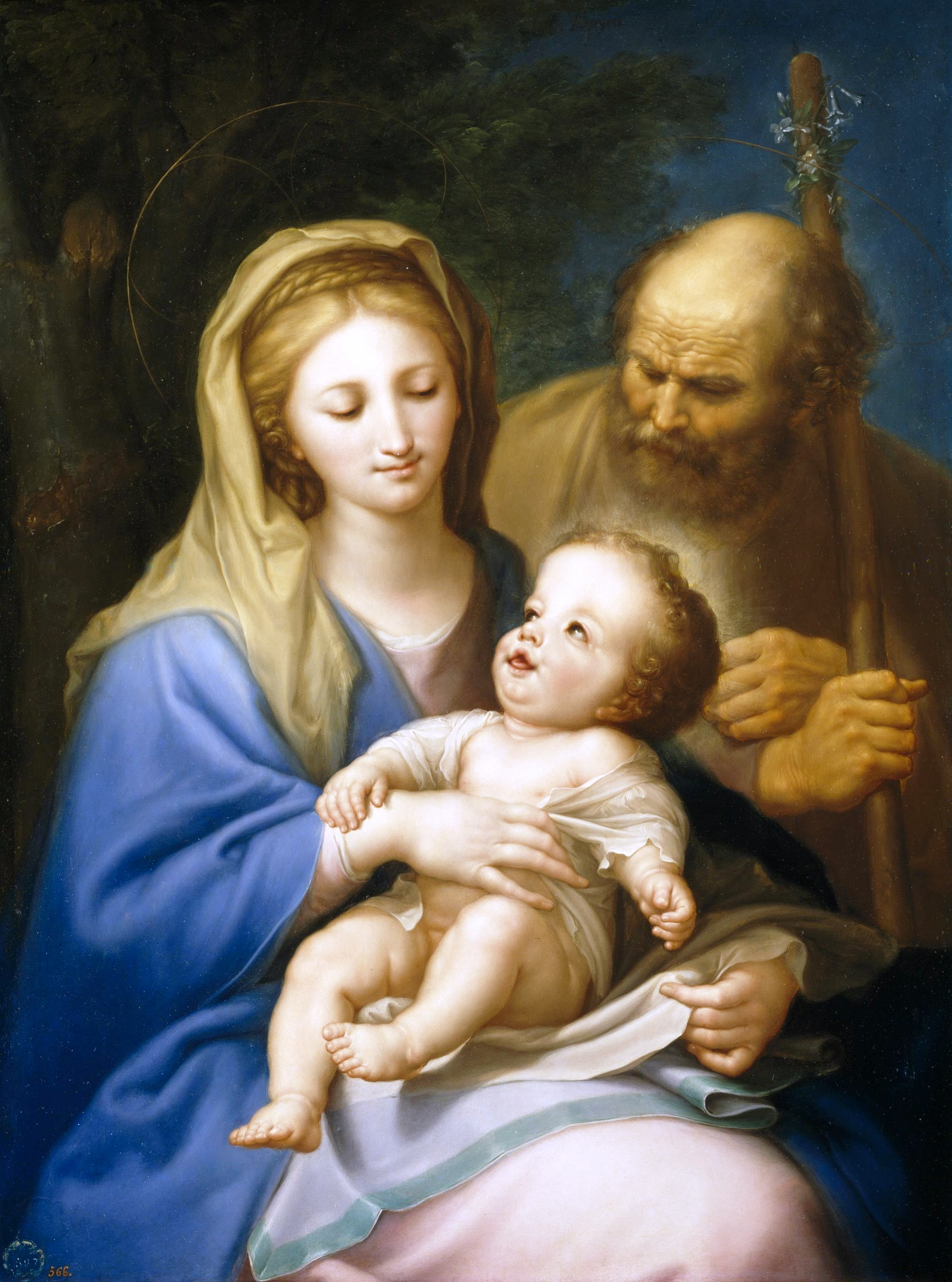
Francisco Bayeu: Heilige Familie, 1776, Museo del Prado, Madrid
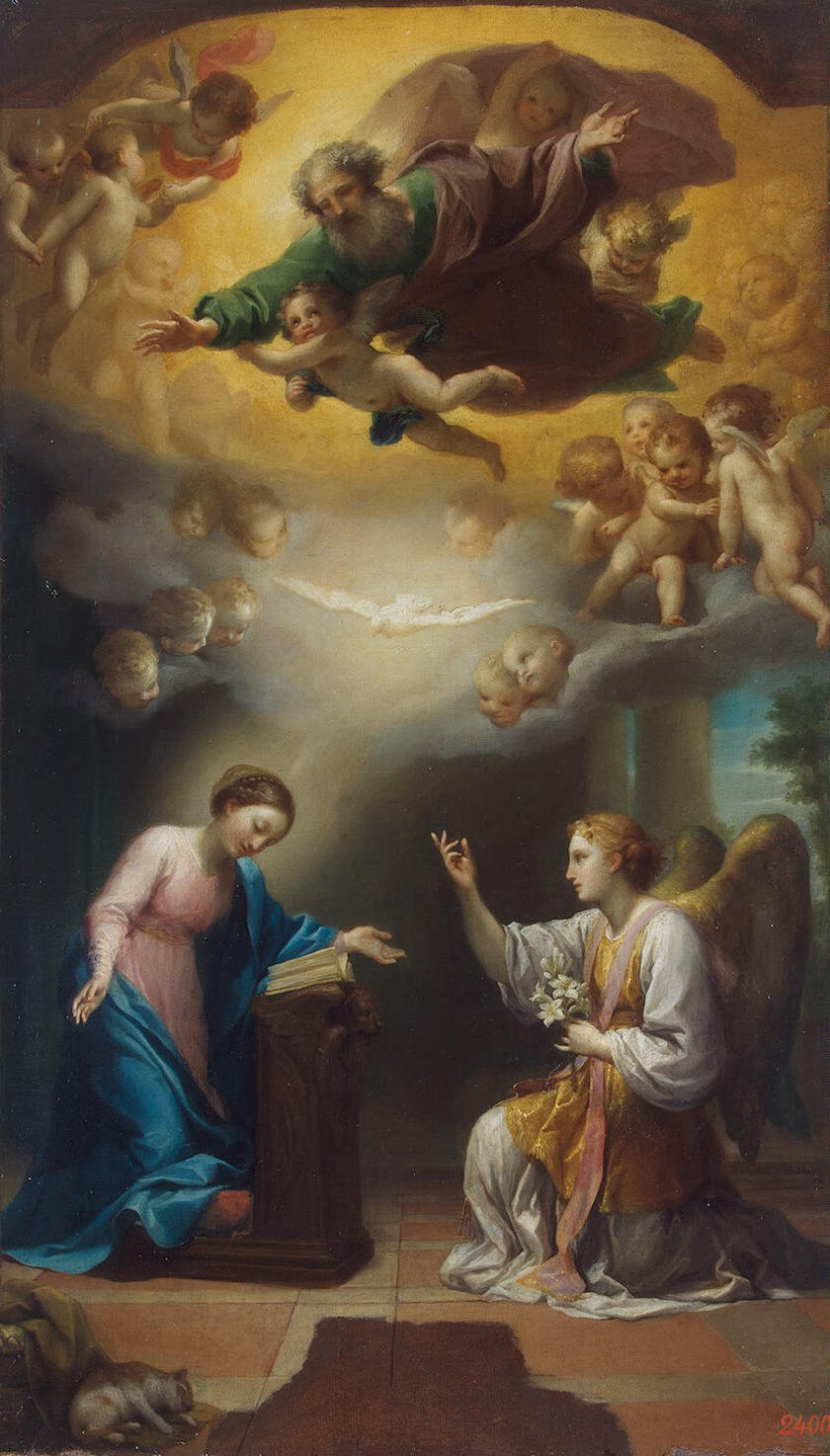
Anton Raphael Mengs: Mariä Verkündigung, Eremitage, Sankt Petersburg, 1779
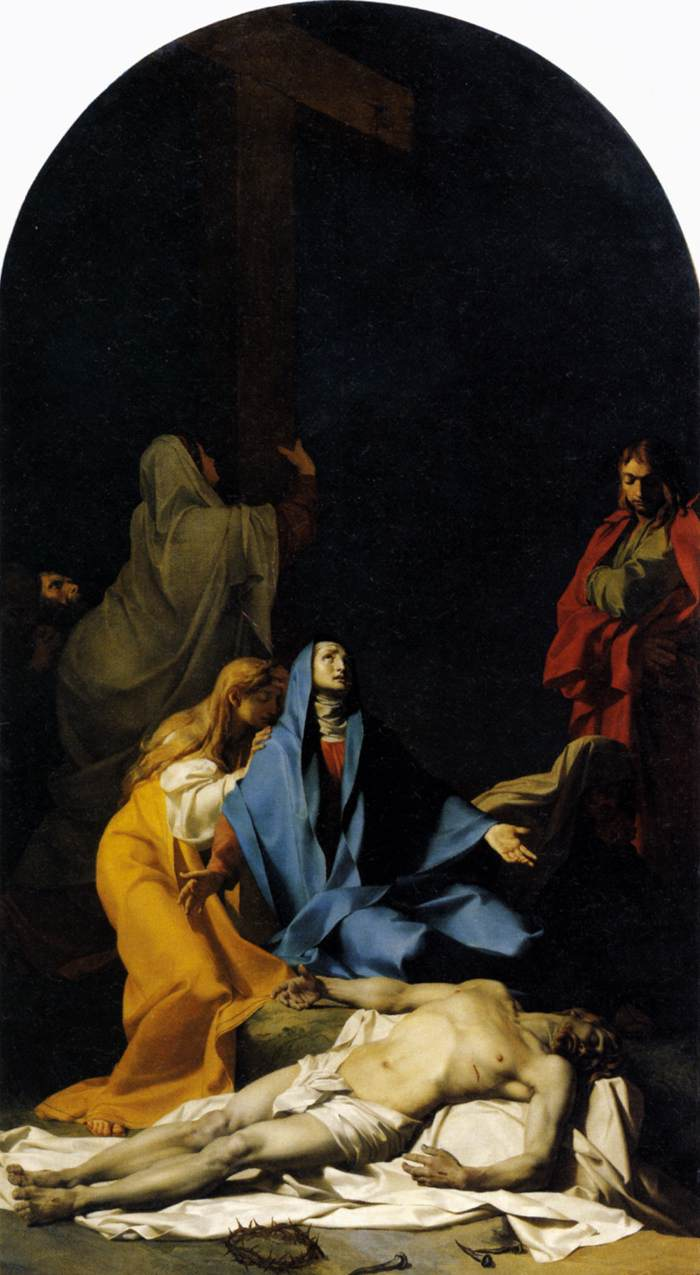
Jean-Baptiste Regnault: Kreuzabnahme, Louvre, Paris, 1789
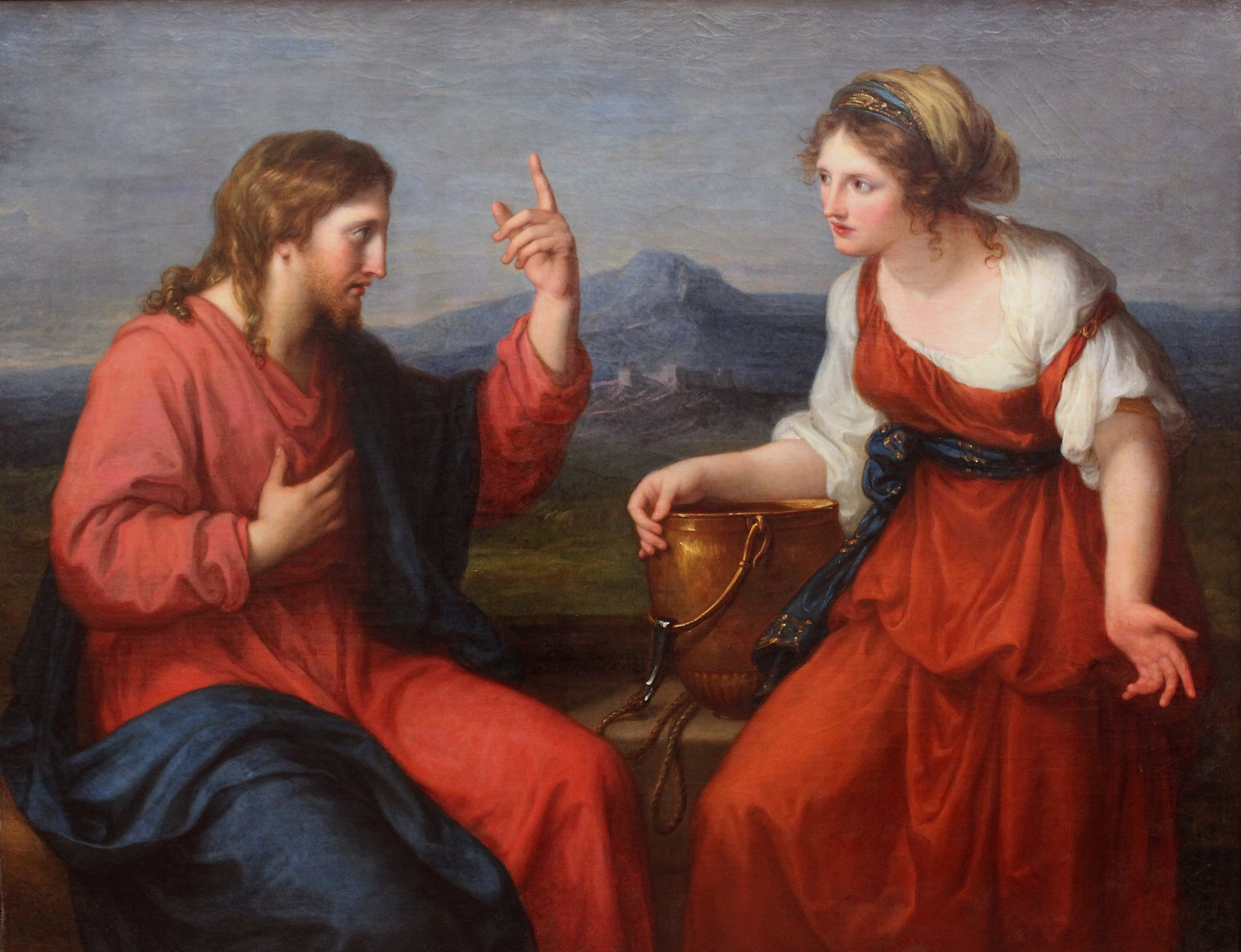
Angelika Kauffmann: Christus und die Samariterin am Brunnen, Neue Pinakothek, München, 1796
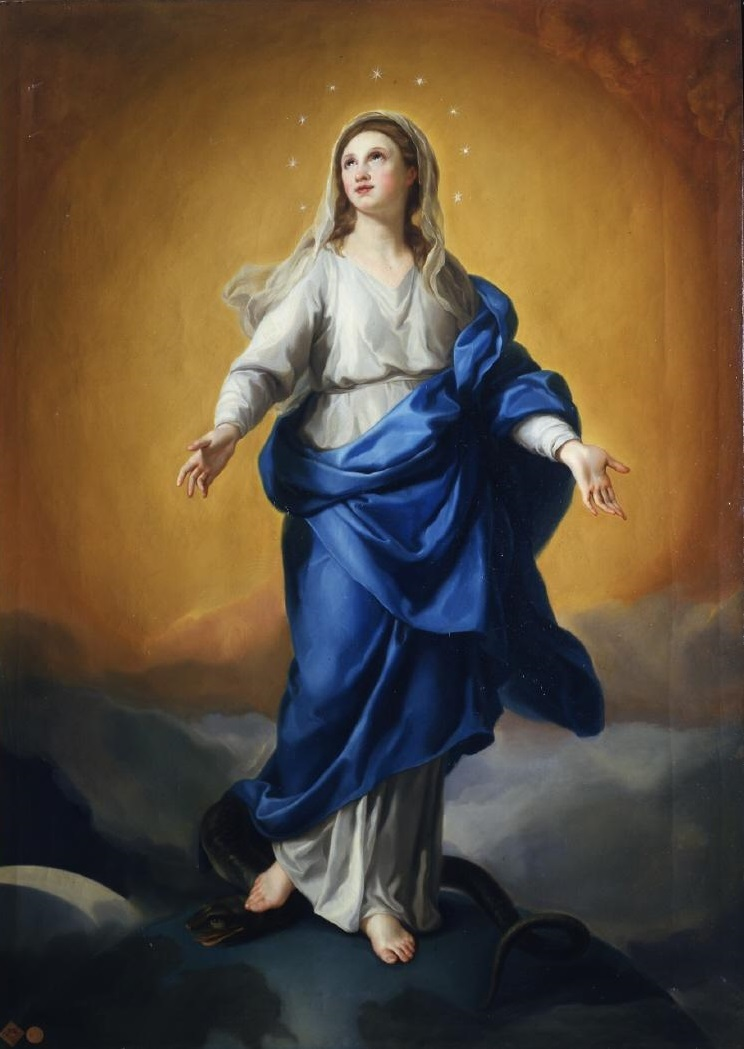
José de Madrazo y Agudo: La Inmaculada (nach A. R. Mengs), Real Academia de Bellas Artes de San Fernando, Madrid
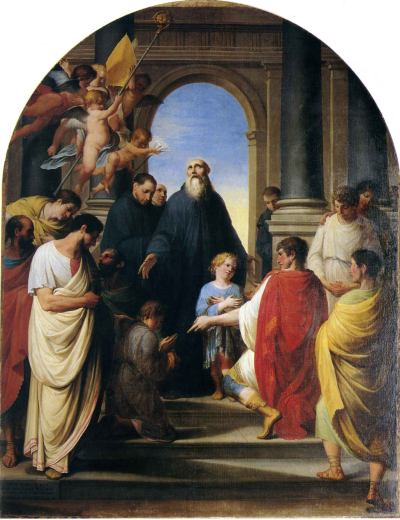
Giuseppe Velasco: Die Hln. Maurus und Placidus vor dem Hl. Benedikt, Chiesa del SS. Salvatore, Noto (Siracusa), 1808
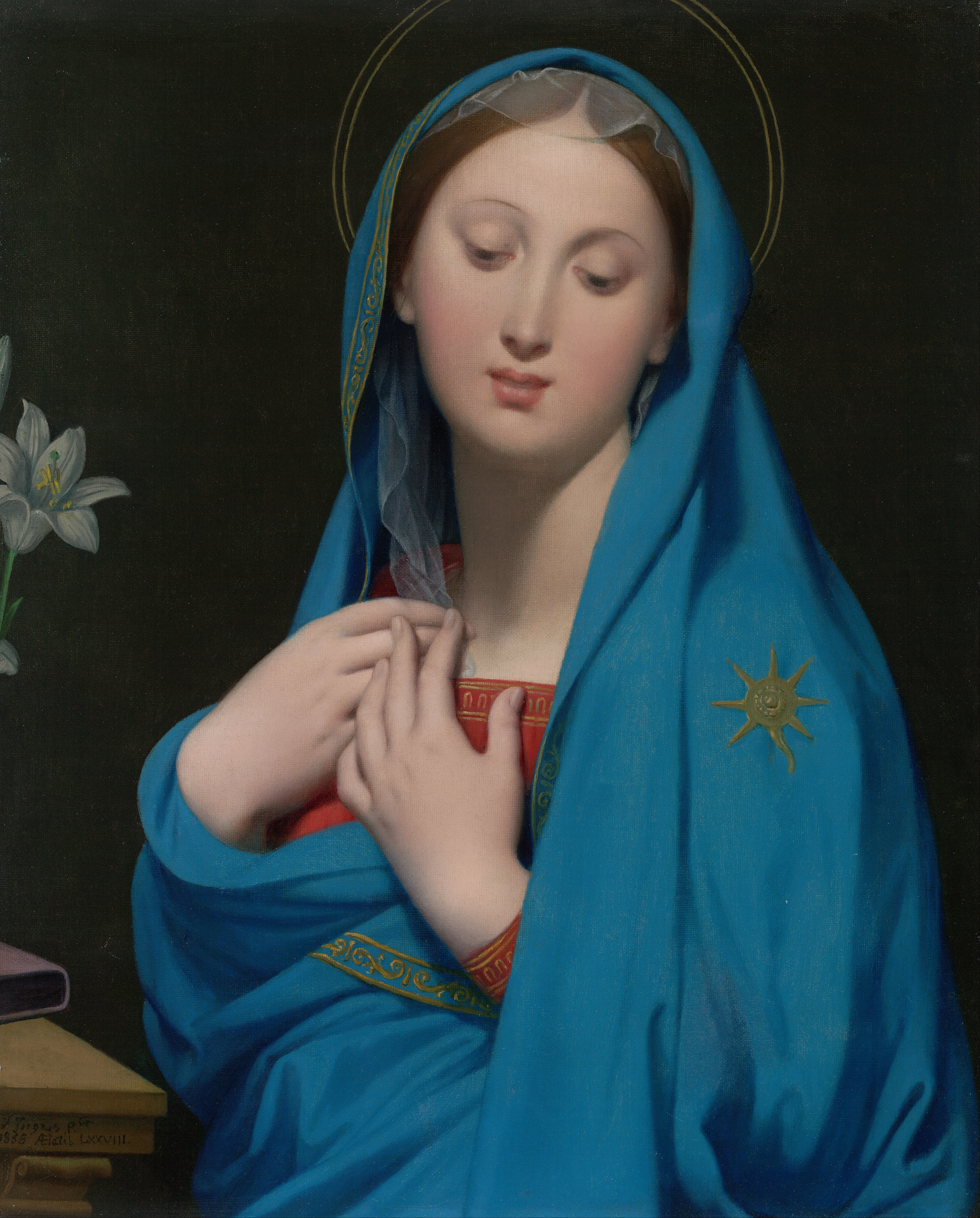
Jean-Auguste-Dominique Ingres: Jungfrau der Adoption, National Gallery of Victoria, Melbourne, 1858

Porträts des Klassizismus
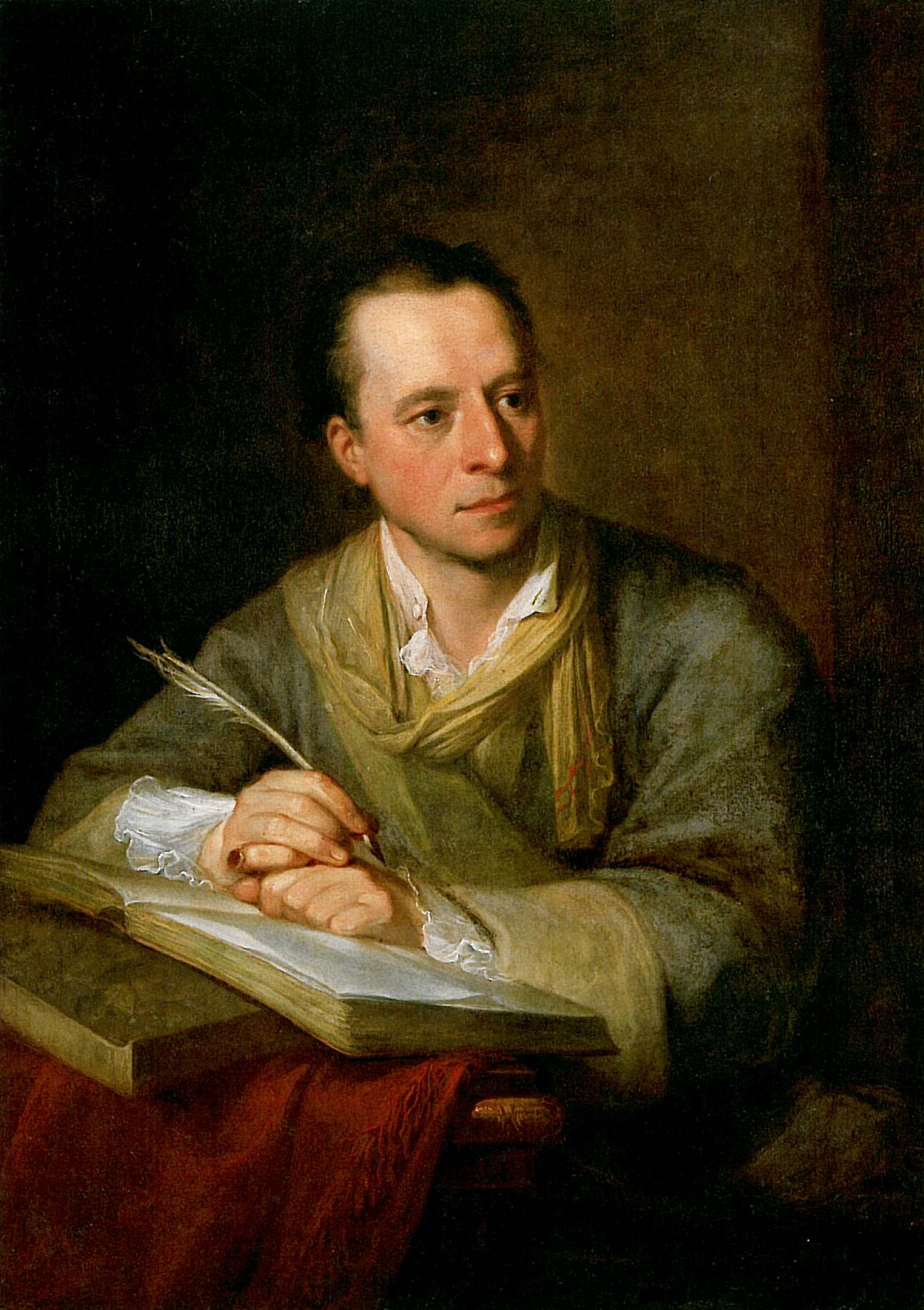
Angelika Kauffmann: Bildnis Johann Joachim Winckelmann, 1764
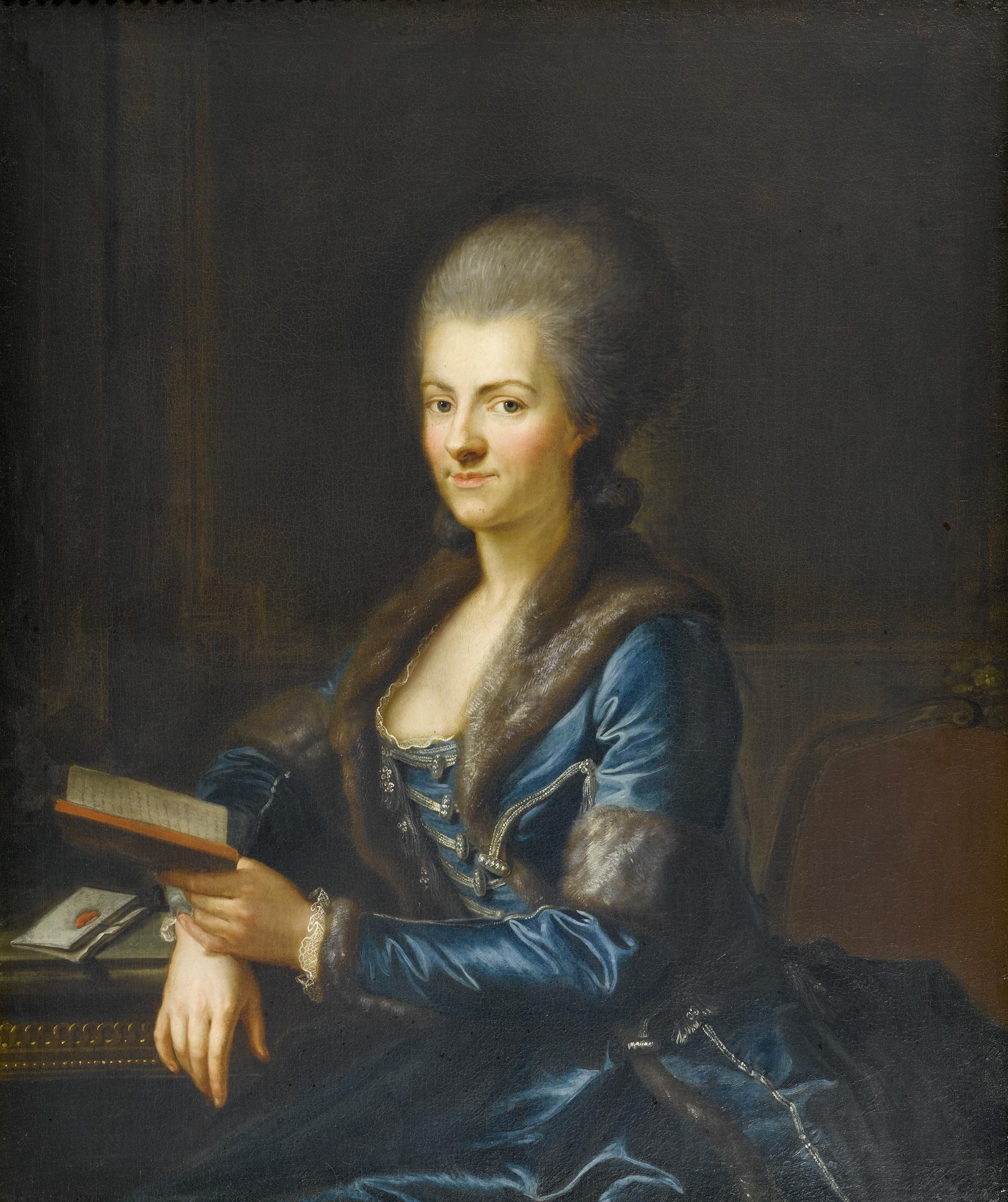
Anton Graff, Porträt von Elisabeth Sulzer, 1765/66
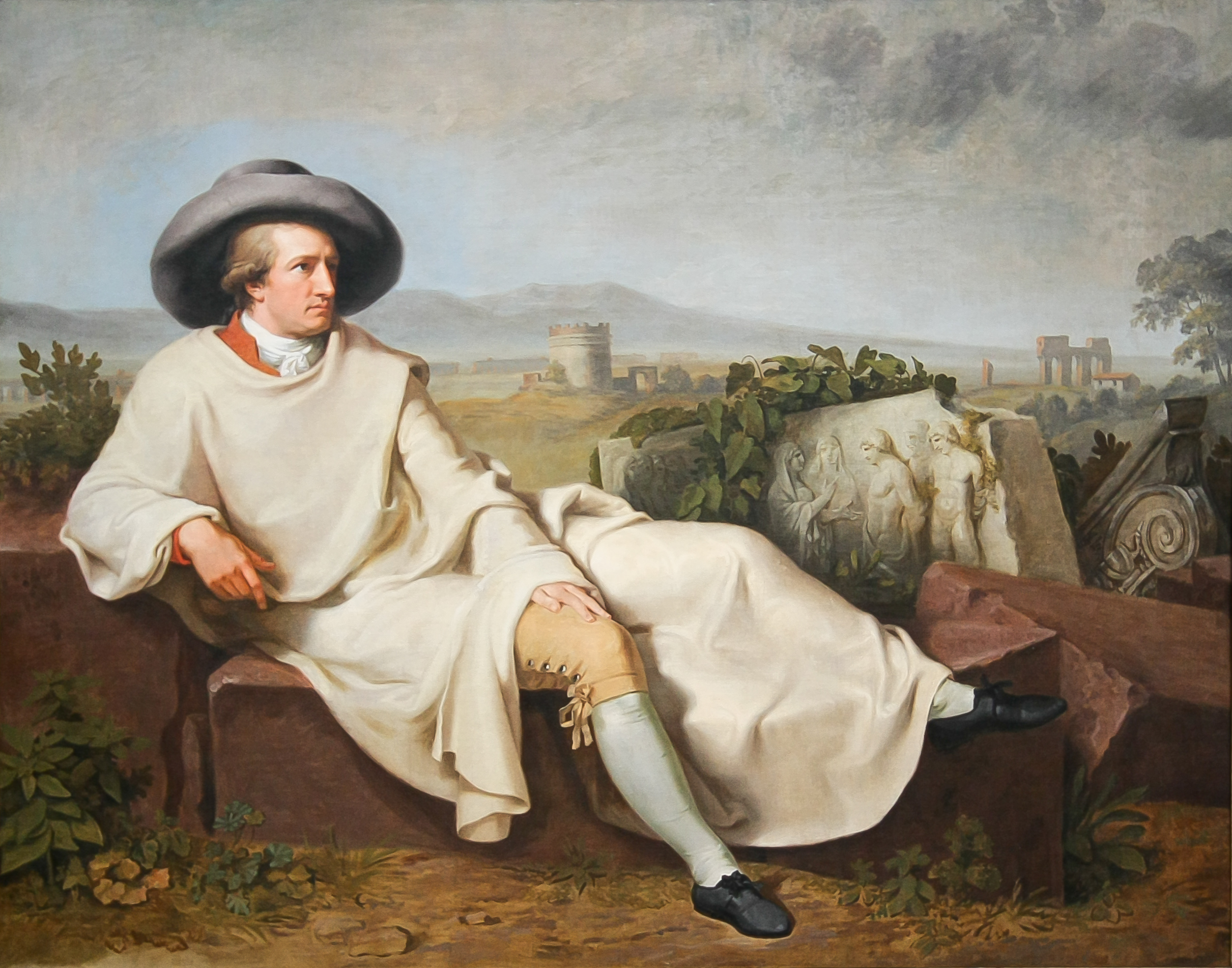
Johann Heinrich Wilhelm Tischbein: Goethe in der Campagna, 1786/87
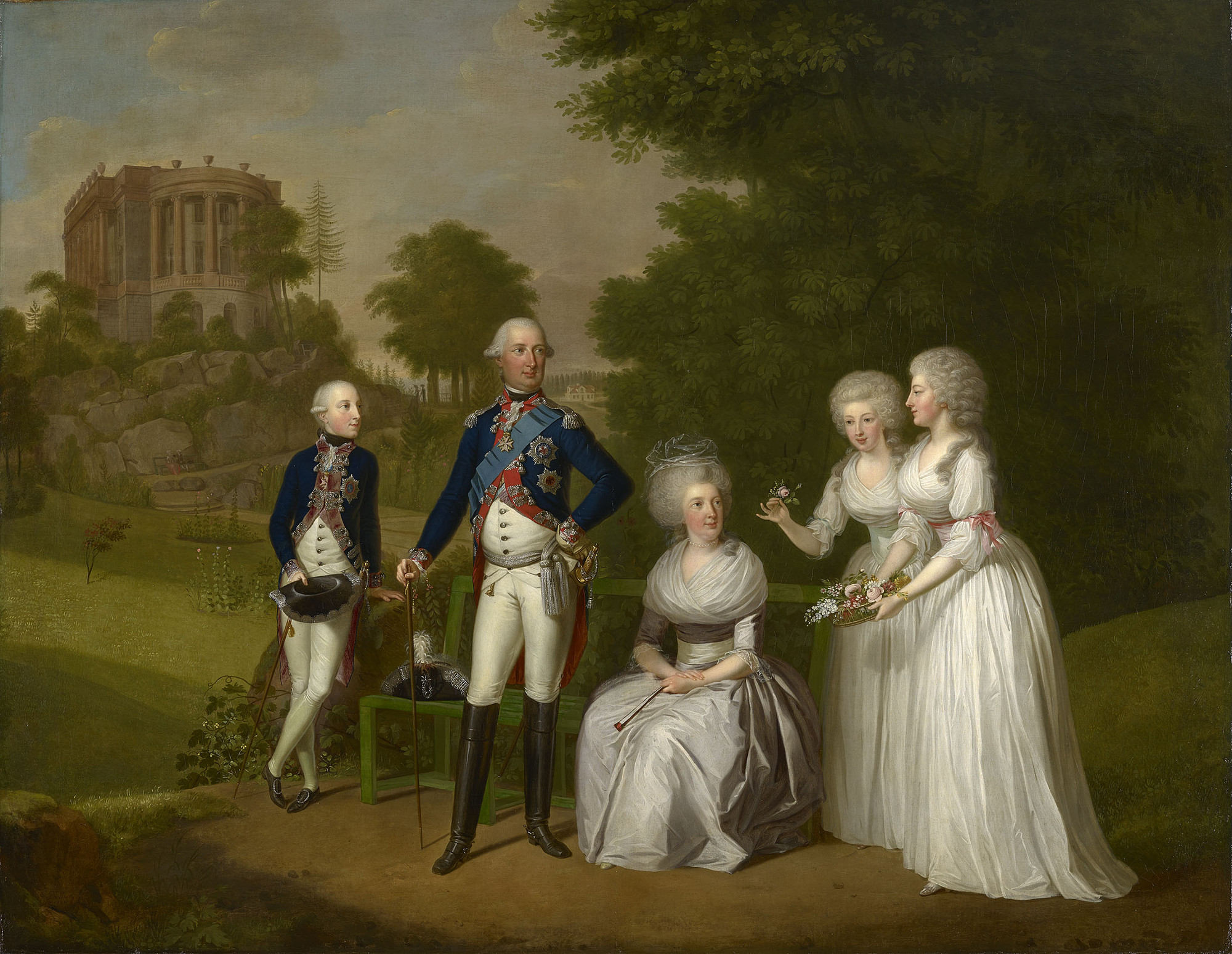
Wilhelm Böttner: Familienbildnis des Landgrafen Wilhelm I. von Hessen-Kassel, Royal Collection, 1791
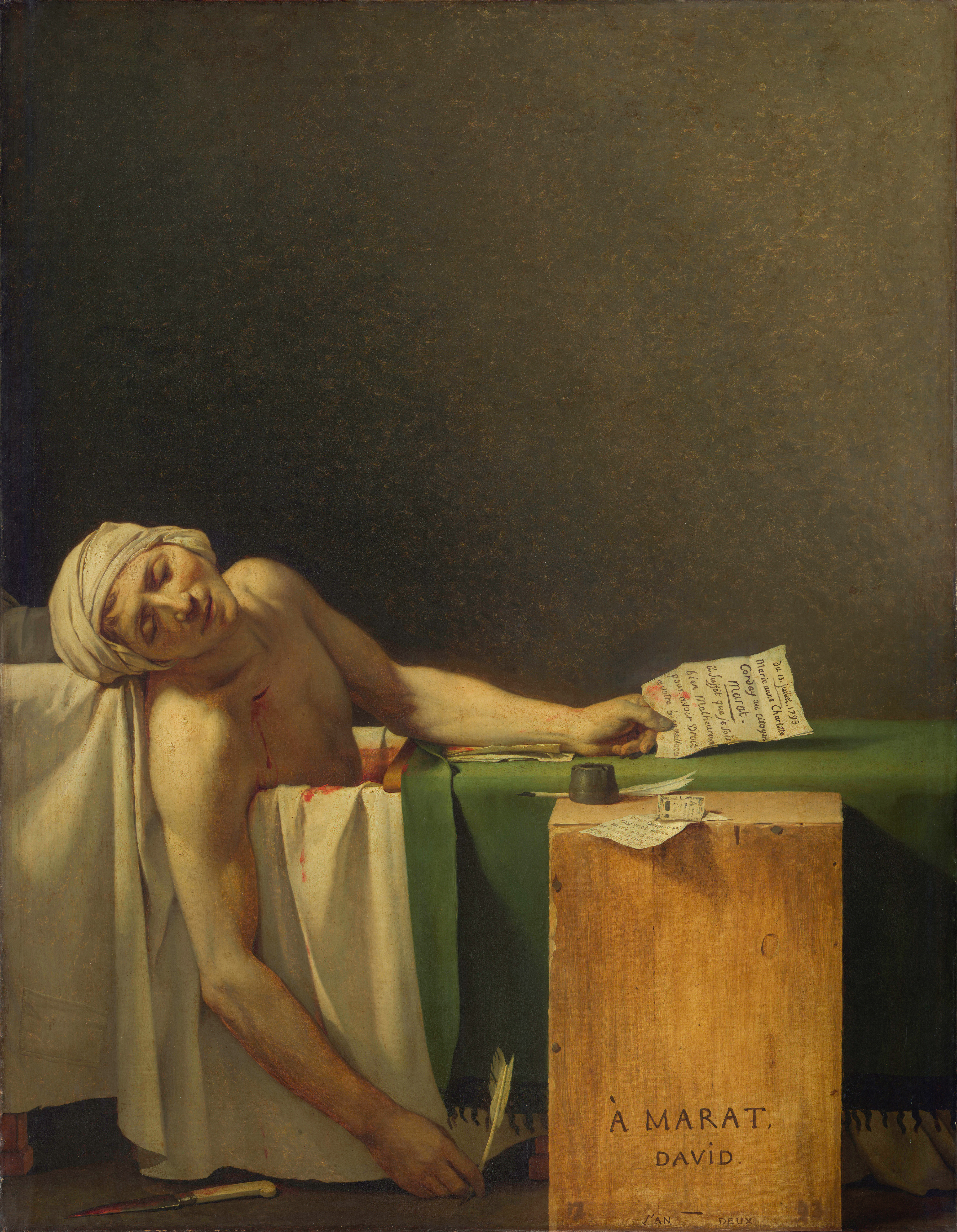
Jacques-Louis David: Der Tod des Marat, Königliche Museen der Schönen Künste, 1793
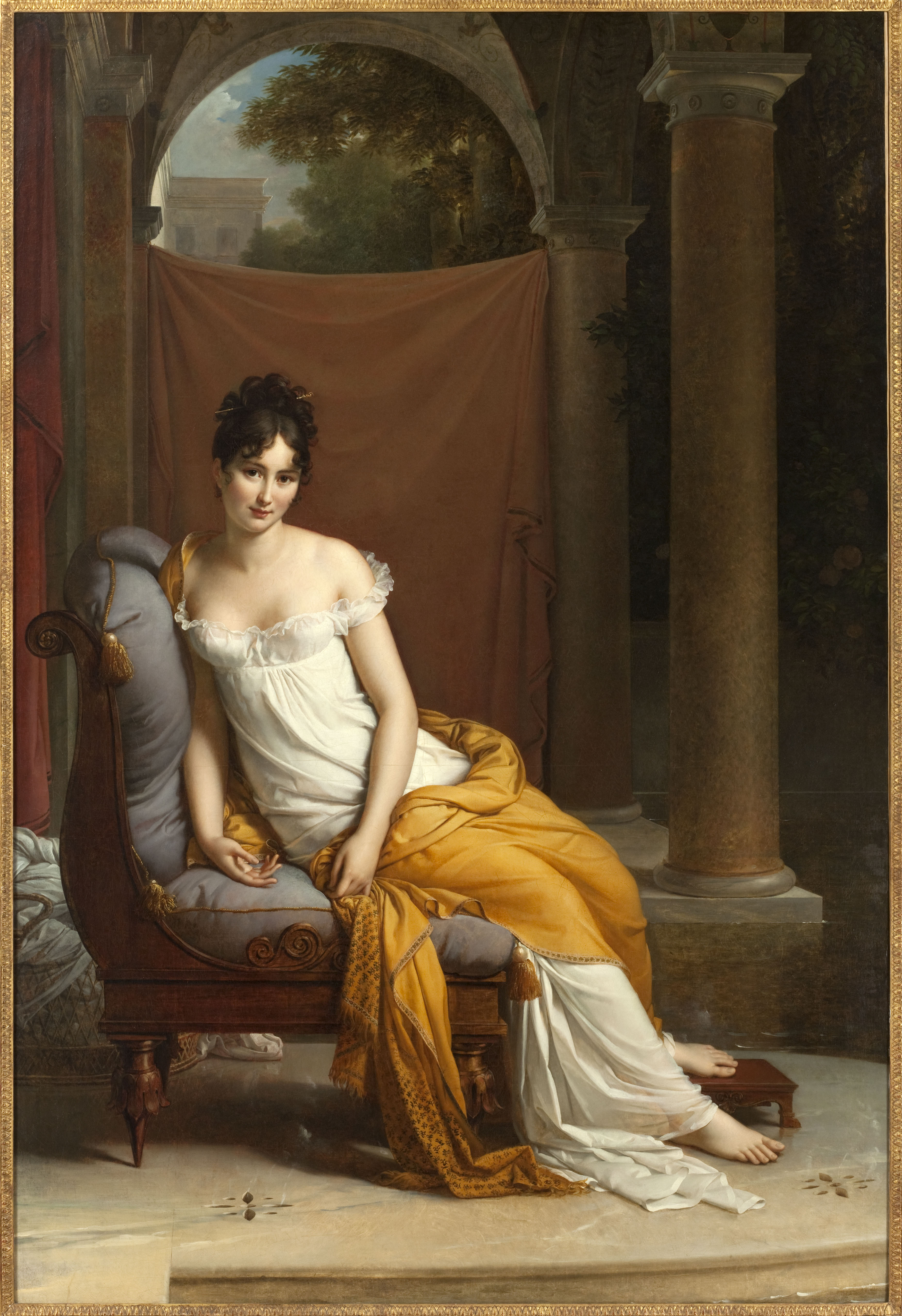
François Gérard: Porträt von Julie Récamier, 1802
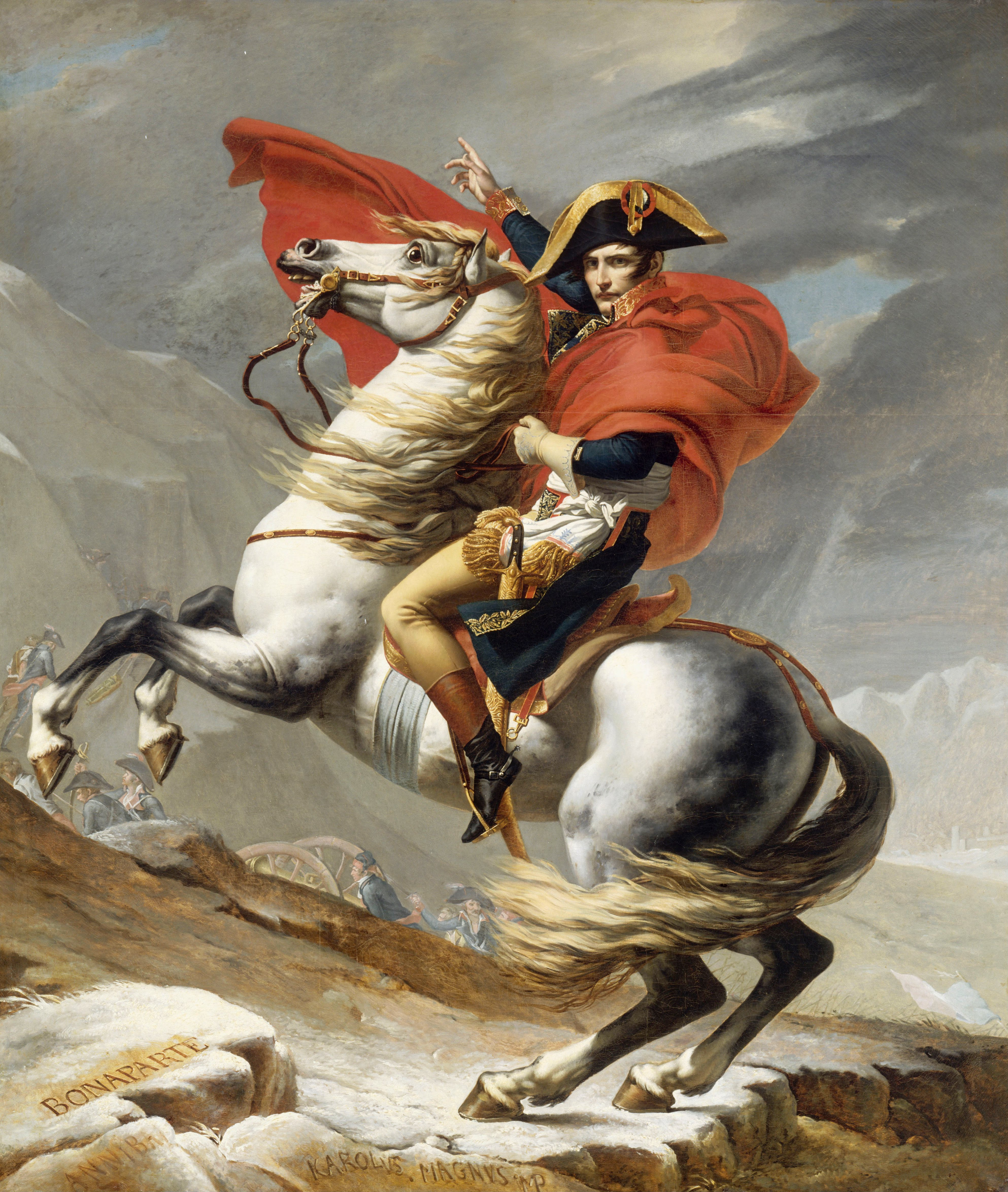
Jacques-Louis David: Napoleon Bonaparte beim Überqueren der Alpen, Schloss Versailles, 1802
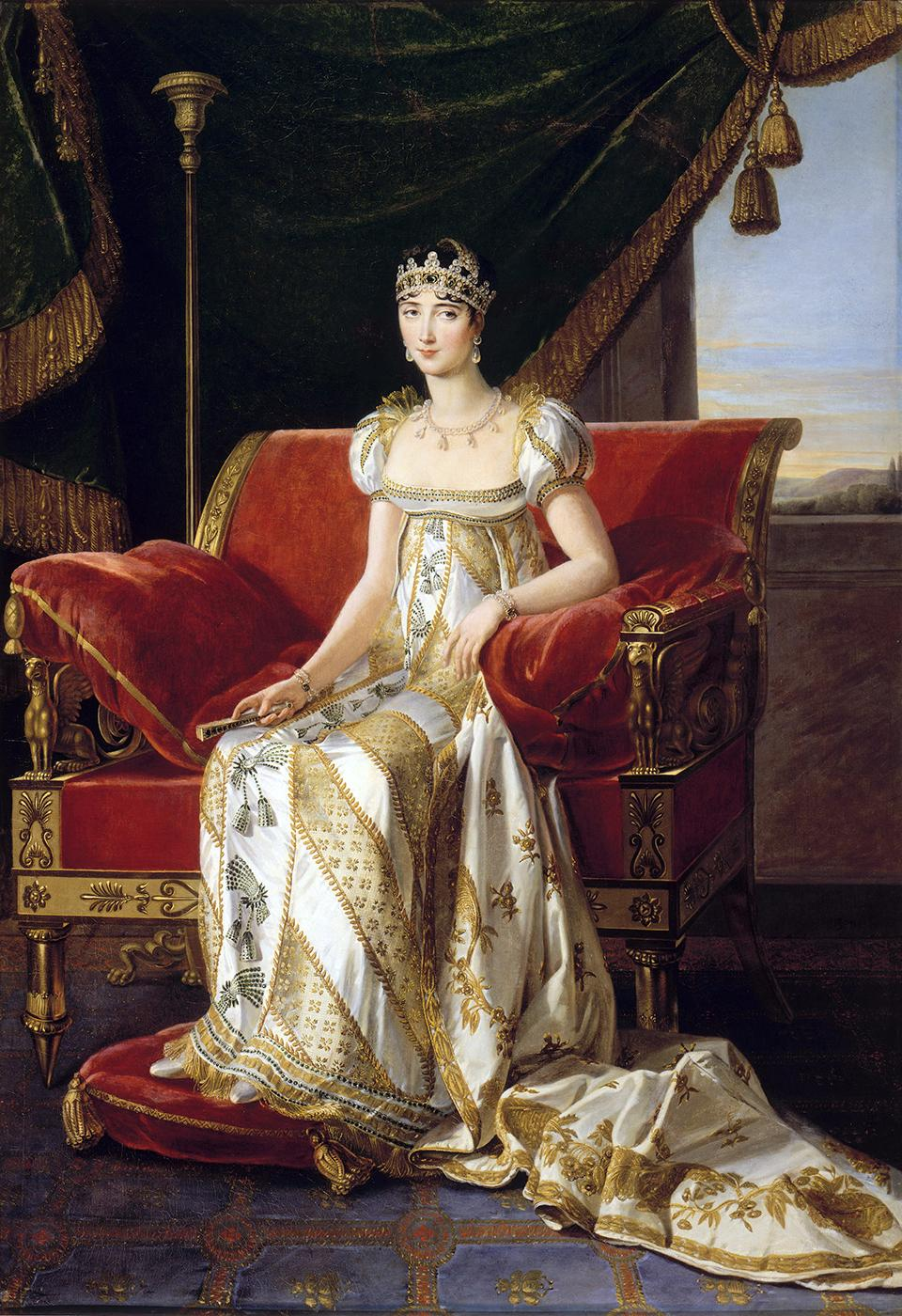
Marie-Guillemine Benoist: Pauline Bonaparte, Fürstin von Borghese, Schloss Fontainebleau
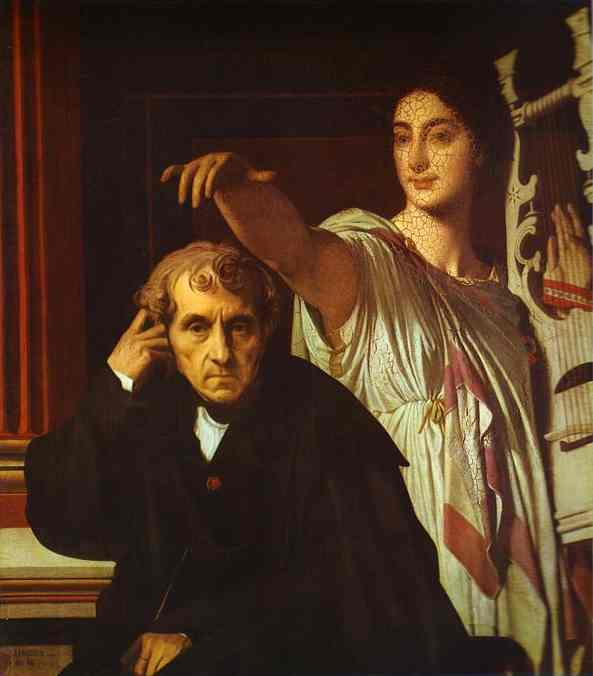
Jean-Auguste-Dominique Ingres: Luigi Cherubini und die Muse der dramatischen Dichtung, Louvre, Paris, 1842

Landschaftsdarstellungen des Klassizismus
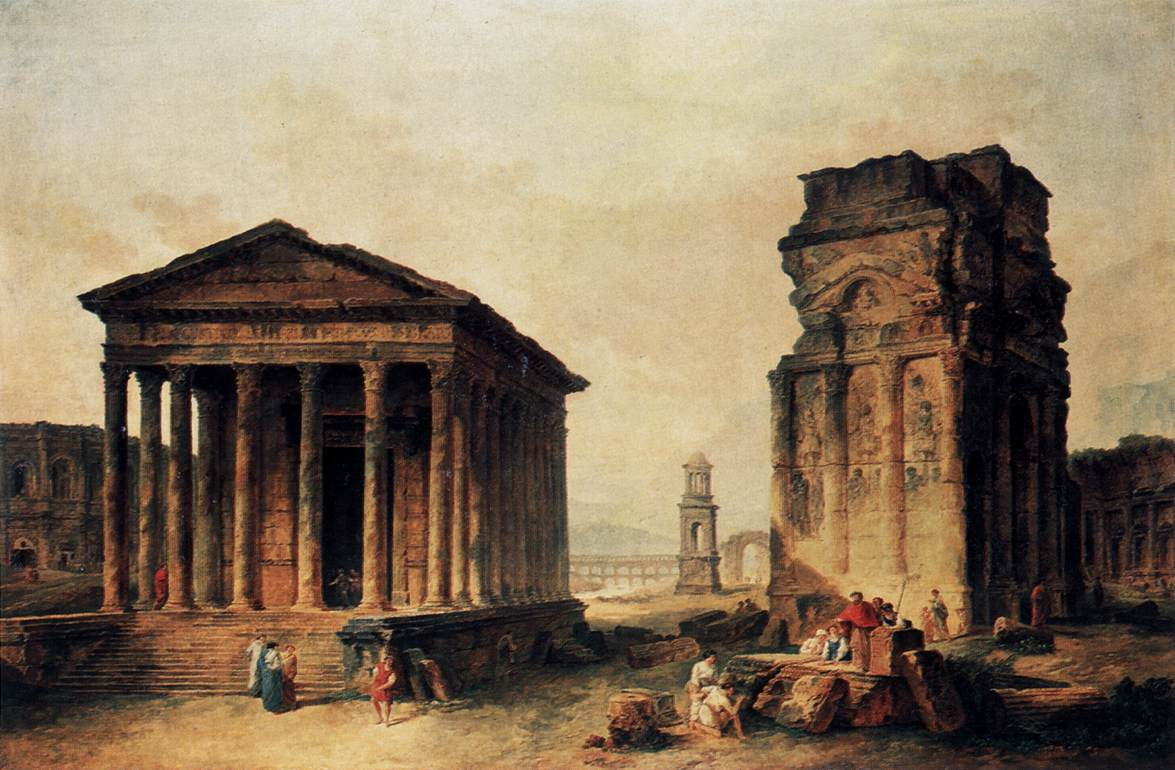
Hubert Robert: Ruinen von Nimes, Gemäldegalerie Berlin, 2. Hälfte 18. Jhd.
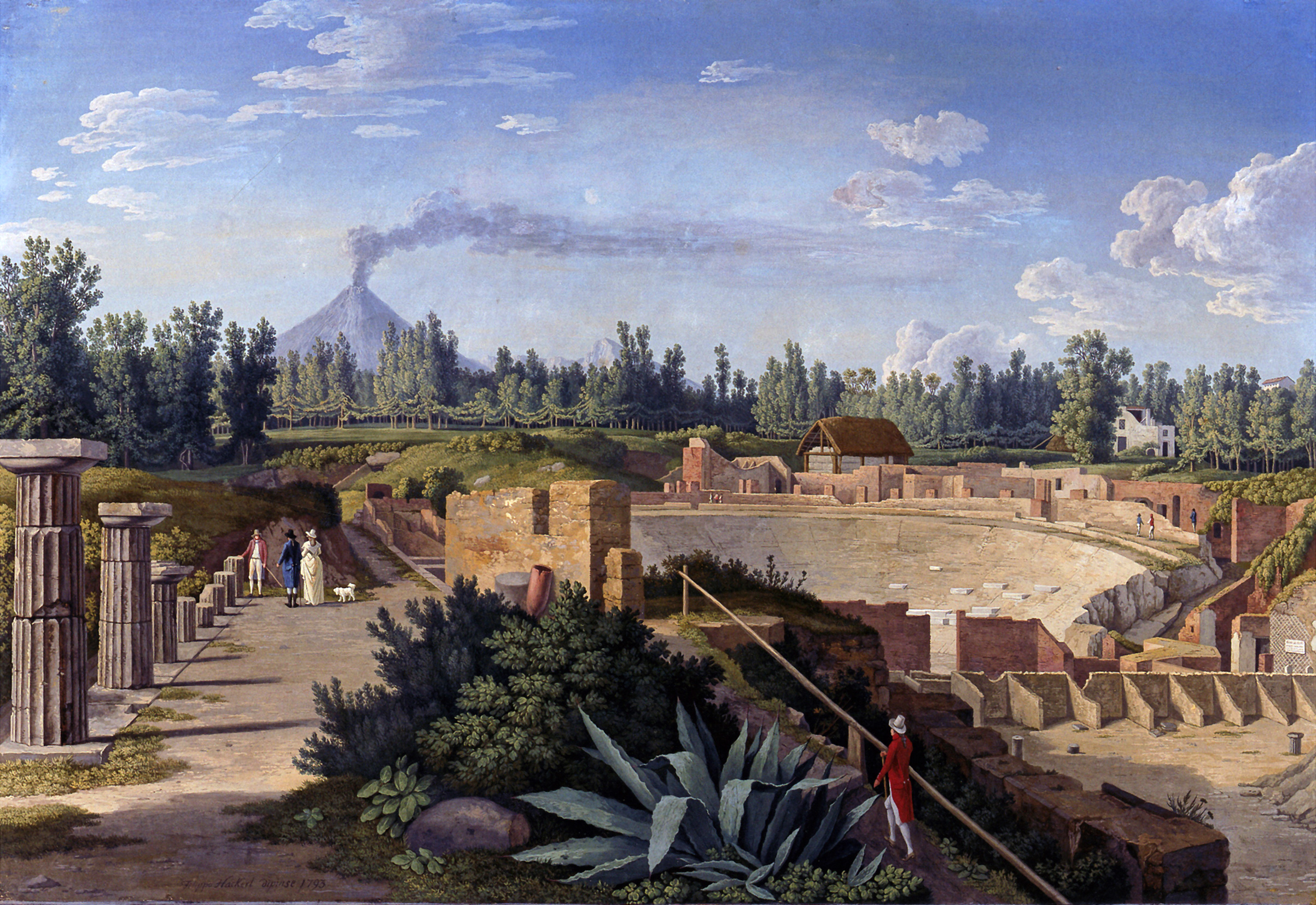
Jakob Philipp Hackert, Blick auf das große Theater von Pompeji, Graphische Sammlungen Weimar, 1793
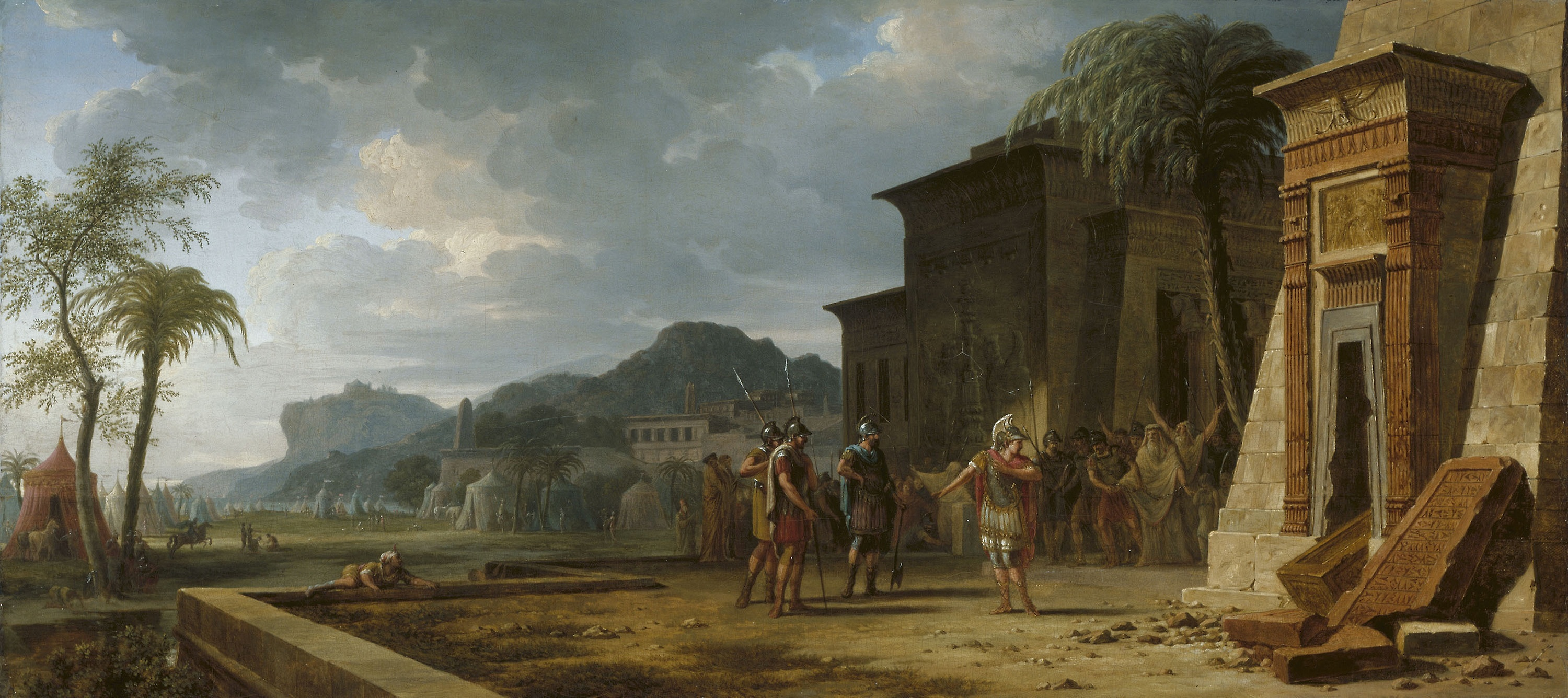
Pierre-Henri de Valenciennes: Alexander am Grab Kyrus des Großen, Art Institute of Chicago, 1796
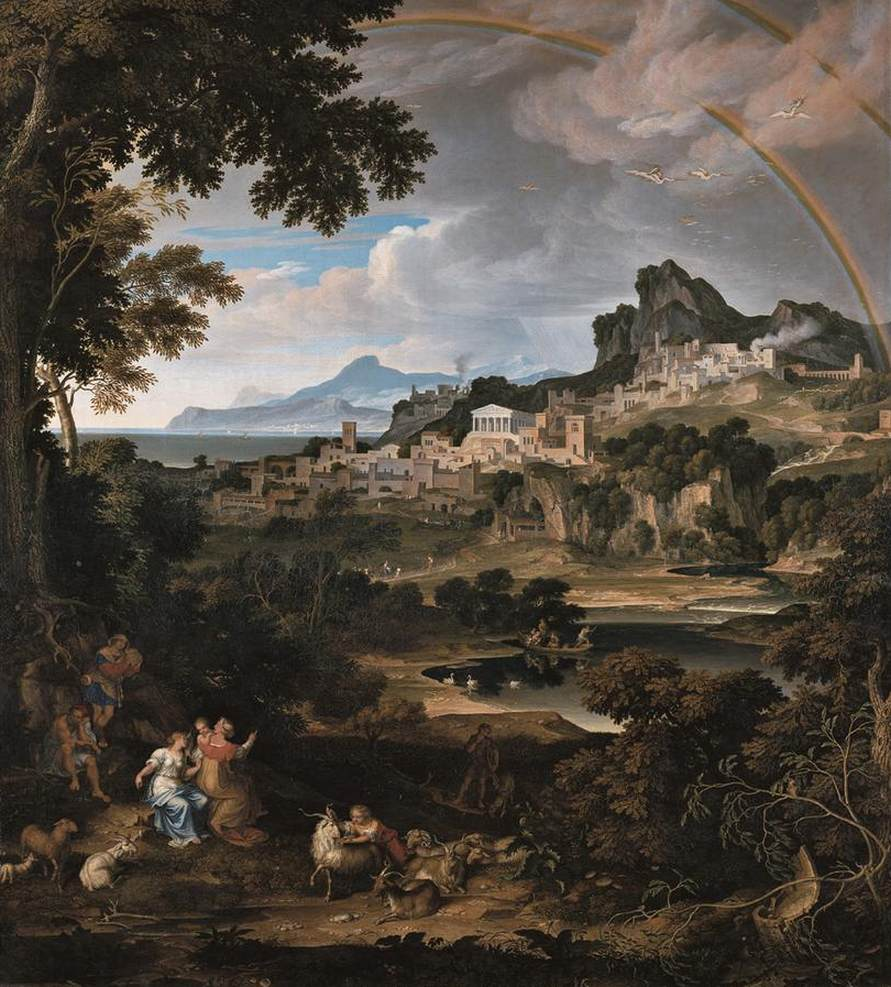
Joseph Anton Koch, Heroische Landschaft mit Regenbogen, Neue Pinakothek, 1815
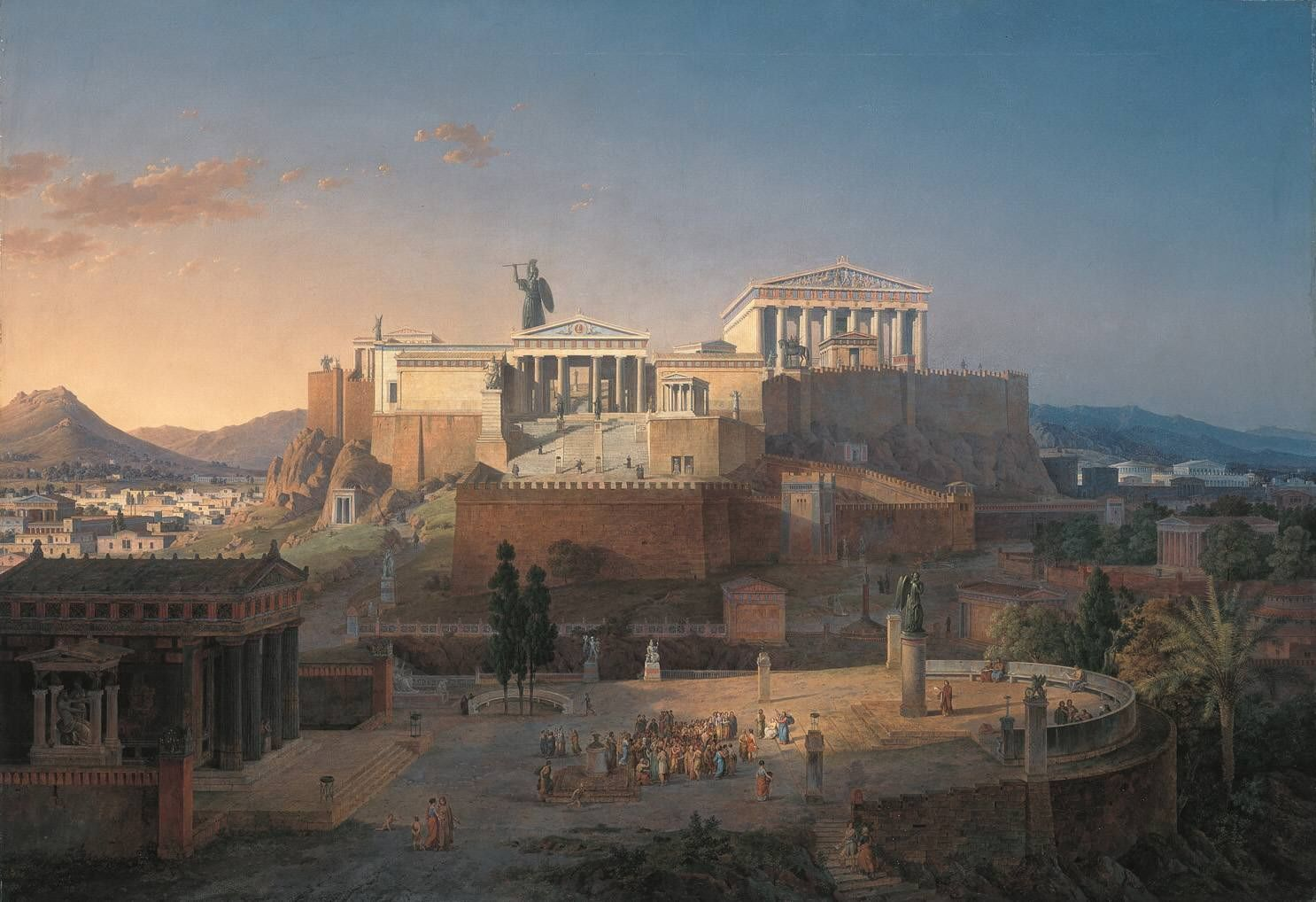
Leo von Klenze, Idealansicht der Akropolis von Athen, Neue Pinakothek, 1846